# Liste de goguettes

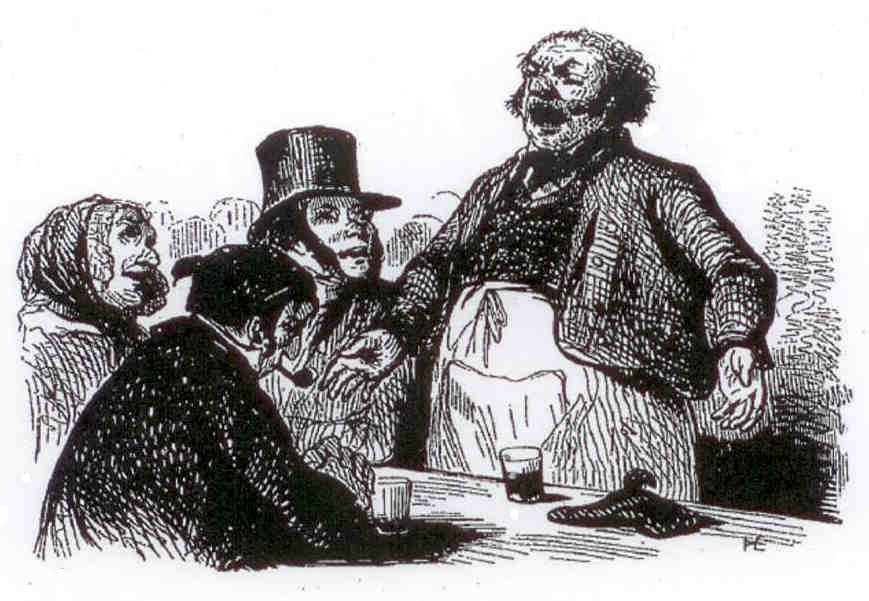
Goguettiers vus par Daumier en 1844.

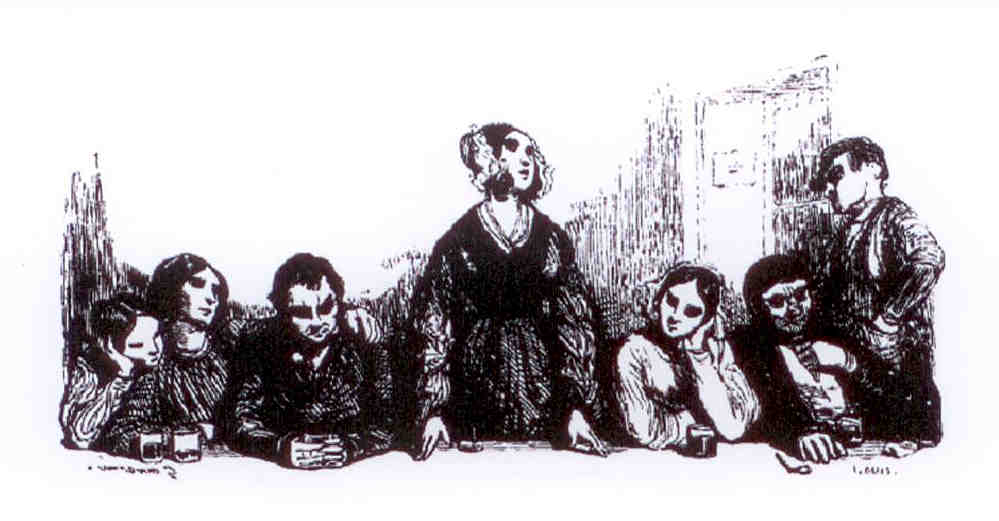
Goguettiers vus par Gavarni en 1841.

Cette liste de 1 236 goguettes, comportant une goguette algérienne, une goguette allemande, dix-huit goguettes américaines, deux goguettes anglaises, une goguette néo-zélandaise, une goguette australienne, onze goguettes belges et 1 201 goguettes françaises, a pour ambition de rassembler le plus grand nombre possible de noms de goguettes existants dans la documentation conservée sur elles.
Il s'agit d'une très faible partie des goguettes ayant existé. Jean Frollo, dans un article paru en 1902, estime qu'il y en a à ce moment-là des centaines à Paris et des milliers en France, répandus partout sur son sol, jusque dans les hameaux les plus reculés. Il manque par exemple ici la plupart des goguettes de Bordeaux, Marseille, Toulouse, ainsi que les goguettes de Rouen dont Eugène-Alphonse Monet de Maubois dit Eugène Imbert mentionne l'existence dans une étude publiée en 1873.
Il s'agit ici d'associations qui ont toutes disparu, excepté les Barbaillans au Luc, les Bigophones de Metz-Rurange, la Fanfare des Bigophoneux chatelleraudais et les Rigolados de Châtellerault, les sociétés philanthropiques et carnavalesques de Dunkerque et sa région, le Ravanet à Menton, la goguette du Gamounet à Saint-Bonnet-près-Riom, les cougourdons sospellois à Sospel, la goguette des Z'énervés à Paris, la goguette d'Enfer à Chassepierre en Belgique, la goguette des Jardiniers à Asnières et la Fanfare bigophonique C'est Caïman trop Marrant ! à Paris. 
Un certain nombre de goguettes ont disparu sans laisser de traces. D'autres n'avaient pas de nom. Ainsi, par exemple, à ses débuts la première Société du Caveau n'en avait en fait pas. Comme il s'agissait de dîners rassemblant ponctuellement des convives se connaissant en un endroit nommé le Caveau, on parla des dîners du Caveau. Ce n'est que par la suite que le nom fut formalisé, au point que même quand les réunions des sociétés successives du Caveau eurent lieu en d'autres lieux, on continua à parler des réunions du Caveau. La même manière de désigner une goguette par le nom du lieu où elle se réunit est fréquente dans le Nord. Où on voit des goguettes en fait sans nom appelées société des amis réunis chez, suit le nom de l'estaminet où la goguette a ses habitudes, par exemple : les Amis-Réunis à l'Estaminet du Bas Rouge à Pile. C'est-à-dire un groupe de goguettiers se rassemblant dans l'estaminet du Bas Rouge à Pile, quartier de Roubaix. 
Le même nom peut être utilisé par plusieurs goguettes différentes. Par exemple, en 1898, en région parisienne, sept goguettes s'appellent : Les Fauvettes. Il peut être très difficile de différencier des goguettes homonymes quand on relève leurs noms dans la documentation. C'est seulement quand il est certain qu'un nom trouvé recouvre plusieurs goguettes homonymes que la précision est donnée ici.

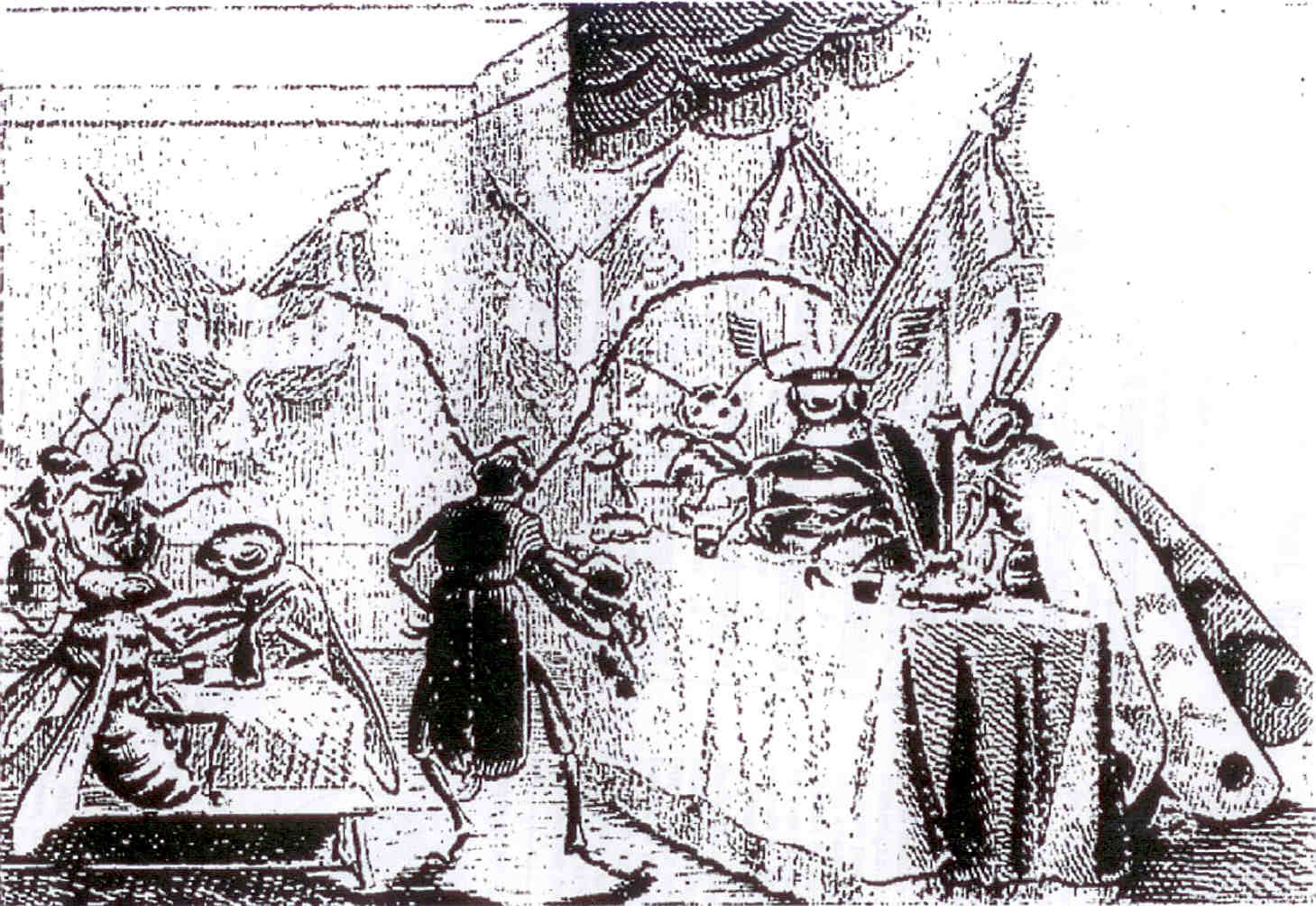
La goguette des Insectes, illustration en 1848 de la chanson comique de Dalès ainé Les Insectes. Bourdonnement lyrique.

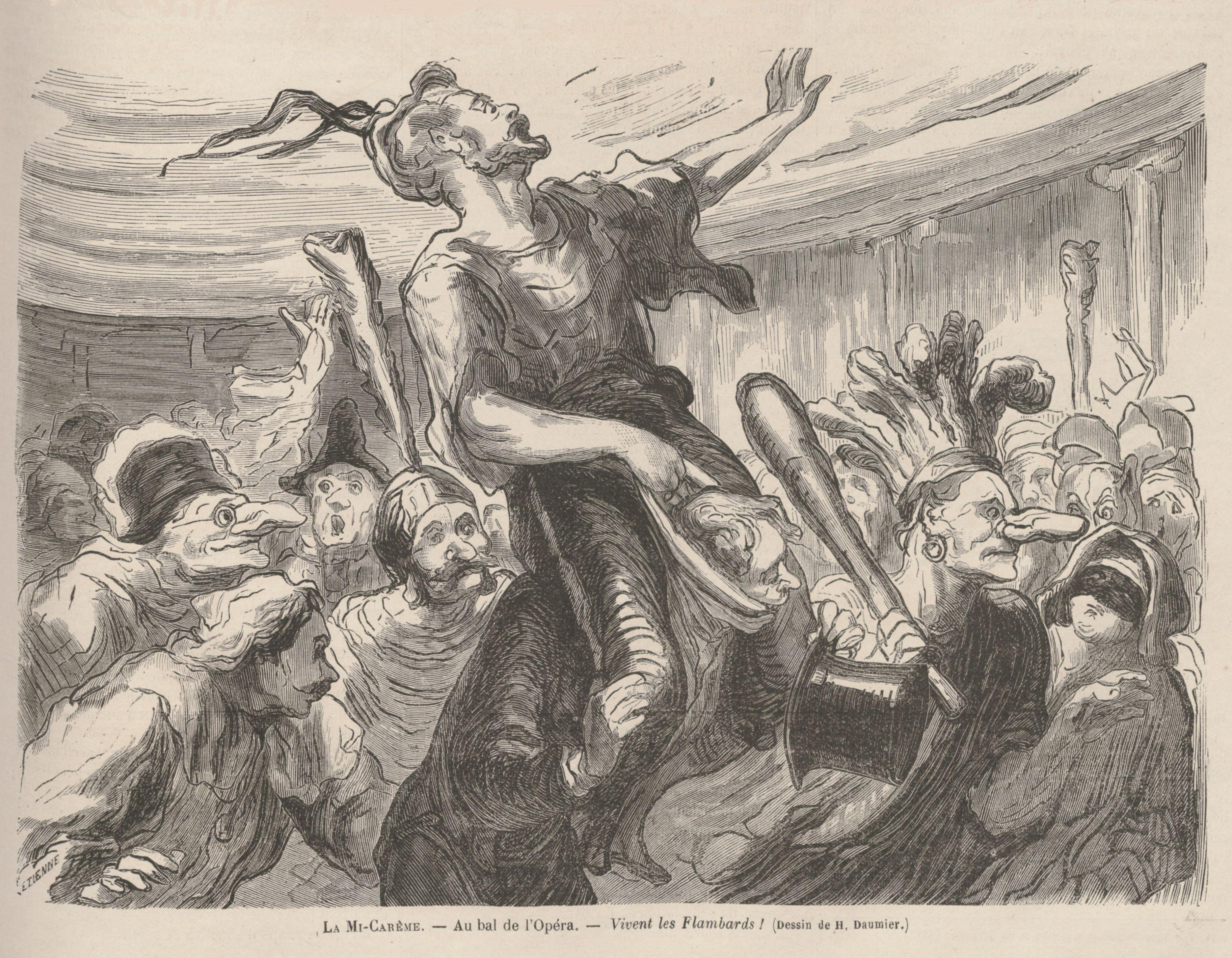
La goguette des Flambards au bal de l'Opéra 1868, vue par Daumier.

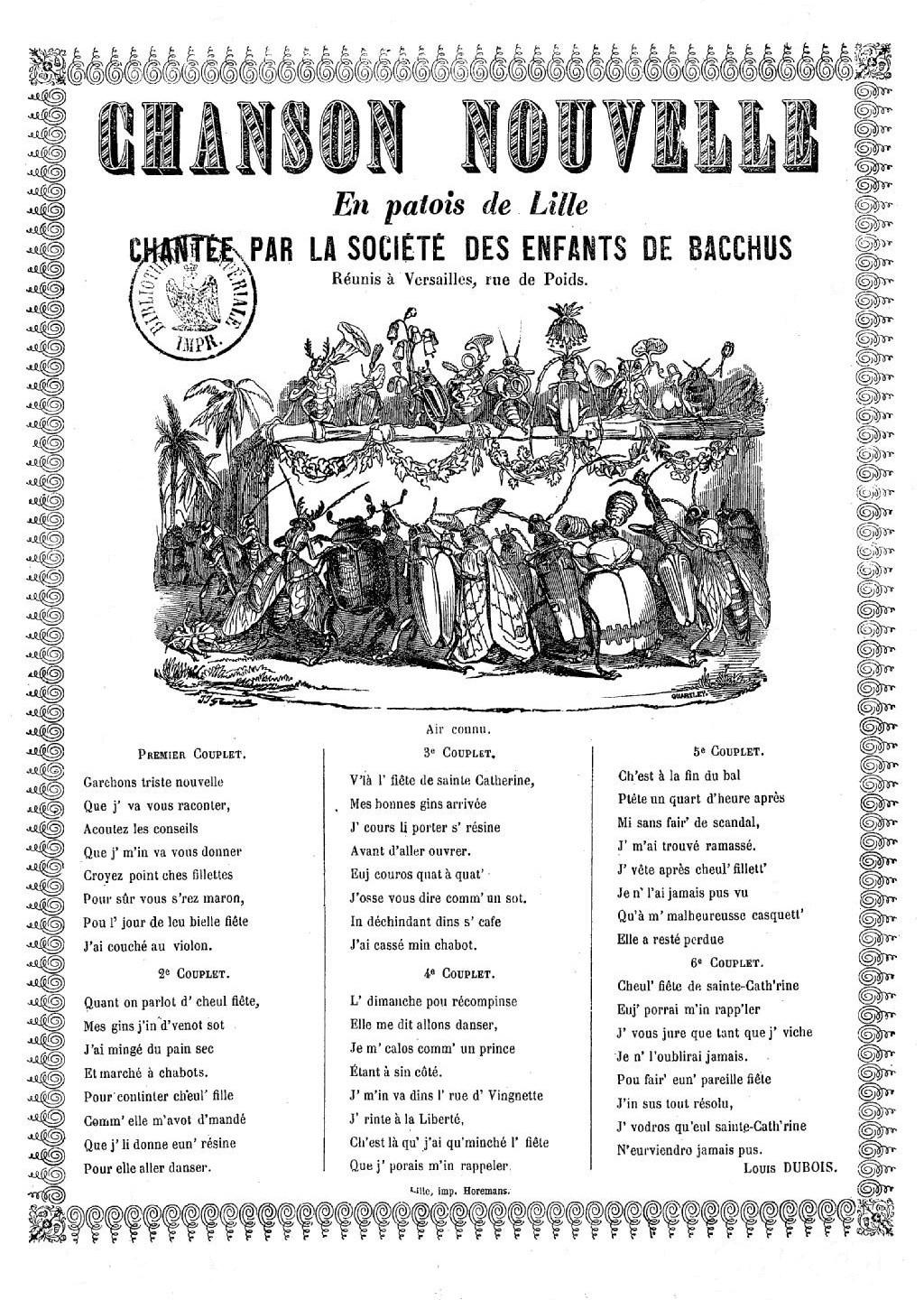
Une chanson d'une goguette de Versailles, en patois de Lille, illustrée par Grandville, sous le règne de Napoléon III.

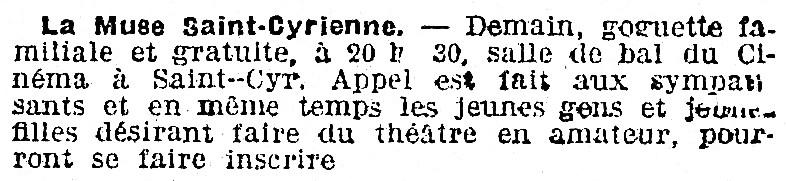
Une annonce de la goguette de la Muse Saint-Cyrienne dans L'Humanité du 1er décembre 1922.

.

## Algérie

### Alger
- Caveau algérois[17]

## Allemagne

### Sigmaringen
- Katzenmusik (musique bigophonique des chats, à Sigmaringen[18])

## Angleterre

### Seaton-Delaval
- Bigotphone Band[19]
- Primitive Methodist Church – Bigotphone Band[20]

## Australie

### Perth
- Bigotphone Band[21]

## Belgique

### Goguette bruxelloise
- L'Académie Culinaire[22]

### Goguette chassepierroise
- Goguette d'Enfer

### Goguette estaimpuisienne
- Les Bigophones d'Estaimpuis[23]

### Goguettes mouscronnoises
Au moins treize goguettes ont existé dans la ville belge de Mouscron à partir de 1865 et jusqu'à 1913. Soit elles portent des noms proches de certaines goguettes du nord de la France, ce sont des Sociétés les Amis Réunis. Soit elles portent des noms joyeux évoquant la gaité et l'alcool comme la société Boit sans soif, la société des Francs Lurons, les Maboules du Haut-Judas, le Cercle Plaisir avant tout ou la Rigolade des Imbéciles. On connait aussi le nom d'une société bigophonique de Mouscron : les Joyeux Bigophones du Tuquet.

### Goguette verviétoise
- Le Caveau Verviétois[27].

### Localisation indéterminée
- Le Soutien de Saint-Gilles[28]

## États-Unis

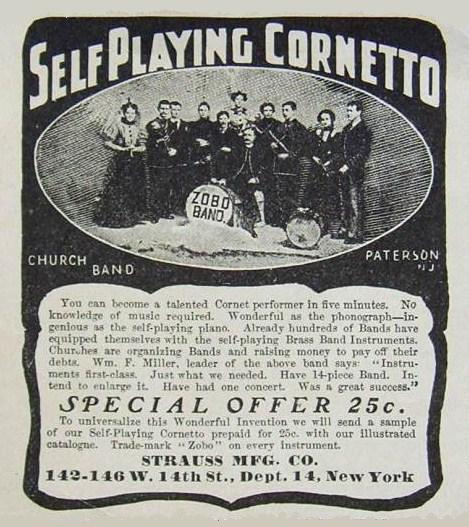
Publicité 1901 pour les zobos. Elle parle de la Church Band (fanfare d'église) de Paterson.

Aux États-Unis on a vendu des bigophones, et également leurs équivalents américains : le zobo ou songophone, le sonophone, et le vocophone. Ils ont prospéré. Le zobo a été diffusé par centaines de milliers. Des centaines de fanfares sont nées, équivalents outre-atlantique des sociétés bigophonique du vieux continent, dont des centaines de fanfares cyclistes. Retrouver les noms de ces fanfares nécessite une recherche particulière. On peut en retrouver : une publicité datant de 1901 nous donne le nom d'une fanfare de zobos à Paterson (New Jersey). En 1896, la Music Trade Review donne un article illustré sur une autre fanfare de zobos, à Philadelphie. Sur Internet on peut voir la photo d'un ensemble féminin de vocophonistes de Verndale, etc.

### Alaska

#### Metlakahtla
- Metlakahtla girls' Zobo Band[34]

### Connecticut

#### New Haven
- Yale University Zobo Band[35]

### Hawaï
- Professor von Bergersons Zobo Band[36]

### Idaho

#### Sandpoint
- Zobo Band[37]

### Indiana

#### Hammond
- Straube Silver Horn Band[38]

### Massachusetts

#### Boston
- Vocophone Band of M.I.T[39].

#### Cambridge
- Harvard University Zobo Band[35]

### Minnesota

#### Verndale
- Vocophone Band[33]

### Missouri

#### Kansas City
- Kansas City Shriners band[40]

### New Jersey

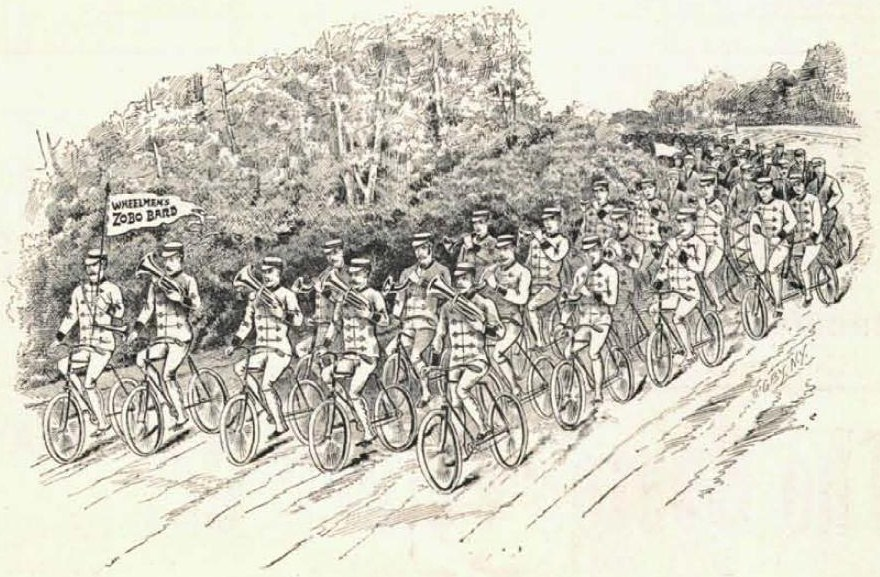
Une des centaines de fanfares de zobos (bigophones américains) cyclistes aux États-Unis : la fanfare du Century Wheelmen's Club de Philadelphie en 1896.

#### Paterson
- Church Band[32]

### État de New York

#### Johnstown
- Prof. Johann Rubensten's Funny Vocophone Orchestra[42]

#### New York
- First Zobo Band of New York[43]
- Zobo band of the Bushwick Wheelmen[44]
- School 54 NYC band[40]

#### Ithaca
- Cornell University Zobo Band[35]

### Ohio

#### Oberlin
- Oberlin College Zobo Band[35]

### Pennsylvanie

#### Allentown
- Muhlenberg University Zobo Band[35]

#### Philadelphie
- Zobo Band of the Century Wheelmen's Club[41]

## France

### Goguette acoutisienne
- Les bigophones (à Villechétif[45])

### Goguette aiguepersoise
- Les Joyeux Bigophones d’Aigueperse[46]

### Goguette aixoise
- La Garde Républicaine de la commune libre de Balthazar[47]

### Goguette amiénoise
- Les Bigophones du Petit-Saint-Jean (à Amiens[48])

### Goguette antiboise
- Société Humoristique et Bigophonique d'Antibes-Juan-les-Pins La Vespa[49]

### Goguette arcachonnaise
- Orchestre des Bigotphones d'Arcachon[50]

### Goguette astérienne

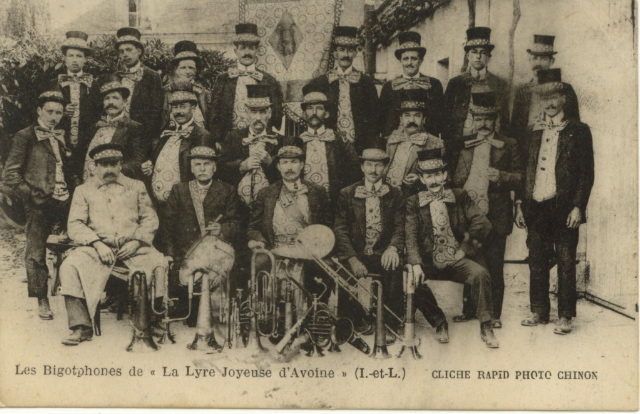
La Lyre Joyeuse d'Avoine

- Les Bigophones Astériens (à Saint-Astier[51])

### Goguette avoinaise
- La Lyre Joyeuse d'Avoine (à Avoine[52])

### Goguette balanaise
- Les Bigophones (à Ballan[53])

### Goguette barbezilienne
- Les Bigophones du Gassouille (à Barbezieux[54])

### Goguette bauloise
- Les Bigophones Baulois (à La Baule[55])

### Goguette beaunoise (Beaune)
- Section « Bigophone » de la Chorale de Beaune[56]

### Goguette beaunoise (Beaune-la-Rolande)
- Les Jovials[57]

### Goguette beauvaisienne
- Les Bigophones de Beauvais[58]
- Les Bigophones Saint-Jean de Beauvais[59]

### Goguette belleysane
- Les bigophones (à Belley[45])

### Goguette bisontine

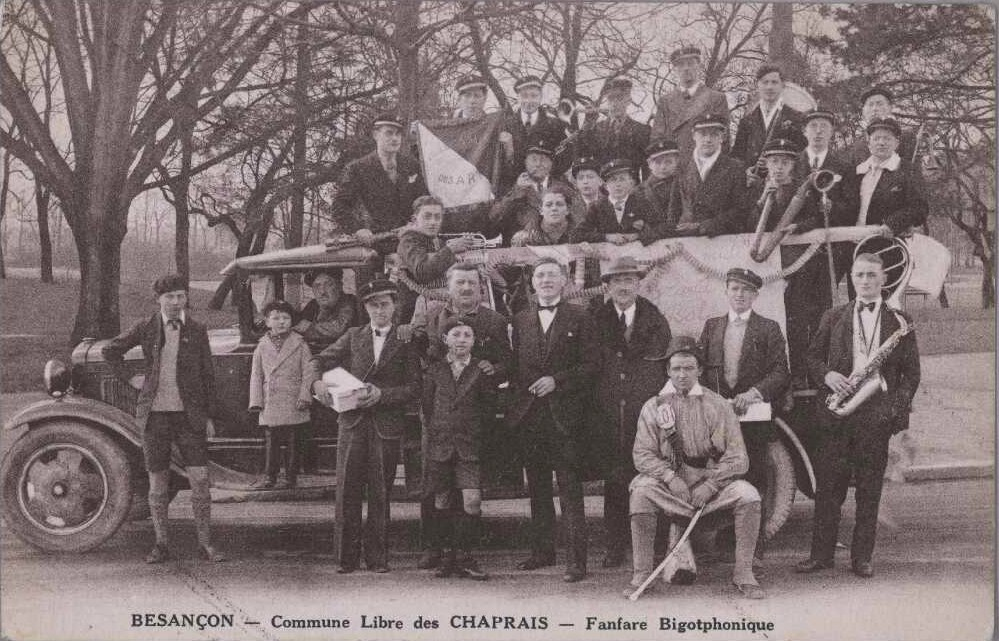
La Fanfare Bigotphonique de la Commune Libre des Chaprais à Besançon.

- Amis des Arts – Fanfare Bigotphonique de la Commune libre des Chaprais[60]

### Goguette blancoise
- Société de Bigophones de Le Blanc[61]

### Goguettes bordelaises
- Cercle des chansonniers de Bordeaux[62]
- Les Disciples de Bacchus[63]
- Société épicurienne de Bordeaux[64]

### Goguette bouchardaise
- Les Sans-Souci (à L'Île-Bouchard[65])

### Goguette bourcefrançaise
- Les Écervelés Bigophones de la Commune libre du Chapus (à Bourcefranc-le-Chapus[66])

### Goguette bourrichone
- La Brême Bigophonique de Bourré (à Bourré[67])

### Goguette brayaude
- Goguette du Gamounet

Créée en 2004 par Alain Vannaire, président de l'association On connait la chanson. Elle se réunit depuis, chaque premier lundi du mois, dans la Maison des cultures de pays du Gamounet, dans le petit village de Saint-Bonnet-près-Riom, près de Clermont-Ferrand.

### Goguette brestoise
- Musique de bigophonistes de l'Association amicale « Les Gas du Ch'Nord » du Finistère[68]

### Goguette bruéroise
- Société des Bigophones de Bruère-Allichamps[69]

### Goguette bruyéroise
- Les Bigophones (à Bruyères-le-Châtel[70])

### Goguette cannoise
- Fanfare bigotphonique du Pataclé-Club Cannois[71]

### Goguettes carcassonnaises
- Les bigophones de la Trivalle[72]
- Les Bigophones[73]
- Union bigophonique[74]

### Goguette carlésienne

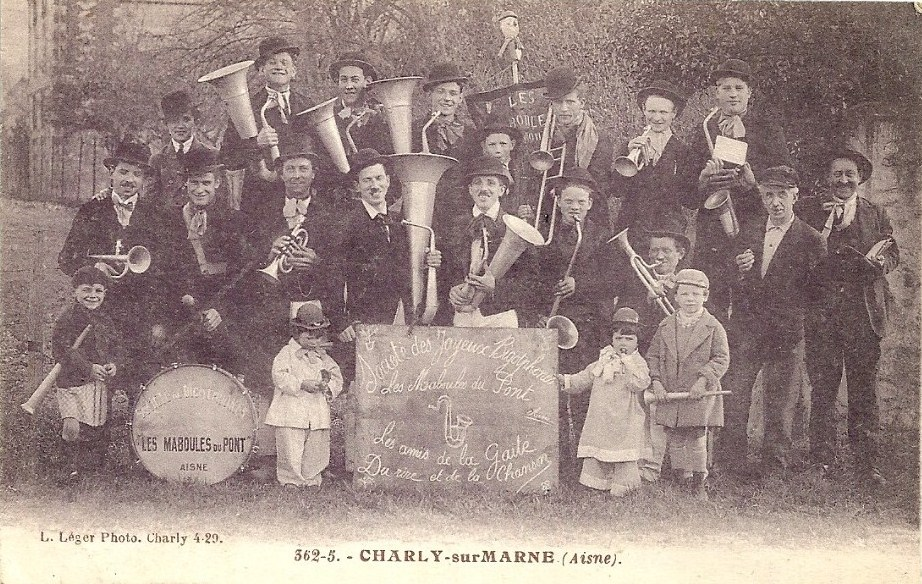
Société des Joyeux Bigotphones Les Maboules du Pont à Charly-sur-Marne.

- Société des Joyeux Bigotphones Les Maboules du Pont (à Charly-sur-Marne[75])

### Goguette cartérienne
- Les Bigophoneux de la Vallée noire (à Saint-Chartier[76])

### Goguette cavaillonnaise
- Phalange des Bigophonistes de la Commune Libre de Castil-Blaze (à Cavaillon[77])

### Goguette chartraine
- Amicale bigotphonique chartraine[78]

### Goguettes châtelleraudaises
- Fanfare de Bigophones de Trifouilles-les-Nénés[79]
- Fanfare des Bigophoneux chatelleraudais[6]
- La Gaule Musicale[79]
- Les Rigolados[7]
- Société des Bigotphoneux Châtelleraudais[79]

### Goguette clissonnaise
- Bigophones de Clisson[80]

### Goguette cluisienne
- Les Lumas de Cluis[81]

### Goguette cognaçaise
- Le Joyeux Bigotphone Saint-Jacquais[82]

### Goguette colombérienne
- Les Bigophoneux de Coulombiers[83]

### Goguette combourgeoise
- Bigophones de Couapichetto (à Combourg[84])

### Goguette conciacienne
- Les Rigolos (à Coincy[85])

### Goguette concursonnaise
- La Société Bigophonique (à Concourson-sur-Layon[86])

### Goguette courcouroise
- Fanfare bigophonique des Bitons de Courcoury[87]

### Goguettes dieppoises
- Fanfare des Bigophones de l'Amicale Michelet[88]
- Fanfare de bigophones de la Commune libre du Pollet[89]

### Goguettes dinannaises
- Les Bigophonistes (à Dinan[90])
- La Gaieté bigophonique[90]

### Goguette palusienne
- Société des bigophones (à Épaux-Bézu[91])

### Goguette ébroïcienne
- La Muse républicaine[92]

### Goguette feytiacoise
- Les Marins du Clos[93]

### Goguette fougeraise
- Les Bigotphones de Saint-François (à Fougères[94])

### Goguette gaillonnaise
- Société des Bigotphones « Les Sans Souci » (à Gaillon et Aubevoye[95])

### Goguette gasiaquoise
- Bigophones de Gauchy[96]

### Goguette guénangeoise
- Orphéon des Bigophones de Guénange[97]

### Goguette guerchoise
- Société de Bigophones « Les Coqs Guerchois toujours en haleine »[98]

### Goguette havraise
- La Chanson Havraise ou le Caveau Havrais[99]

### Goguette jarnacaise
- Société de bigotphones Bitons de Jharnat (à Jarnac[100])

### Goguette jocondienne
- Groupe Bigophonique de l'Amicale de Joué-lès-Tours[101]

### Goguette jupillaise
- Les bigophones de Jupilles[102]

### Goguette langeaisienne
- Le Réveil de l'Ablette (à Langeais[103])

### Goguette lavalloise
- Les Bigotphones de la Muse Ouvrière[104]

### Goguette lexovienne
- Les bigophones de la vieille commune de Lisieux[105]

### Goguette licinienne
- Les Bigophones (à Sainte-Lizaigne[81])

### Goguette lizéenne
- Société bigotphonique de Lizy-sur-Ourcq[106]

### Goguette logeoise
- Les Joyeux Bigophoneux des Loges-en-Josas[107]

### Goguette loudéacienne
- Les bigophonistes de la commune libre des Trois Croix (à Loudéac[108])

### Goguette lucoise
- Les Barbaillans[4]

### Goguettes lyonnaises

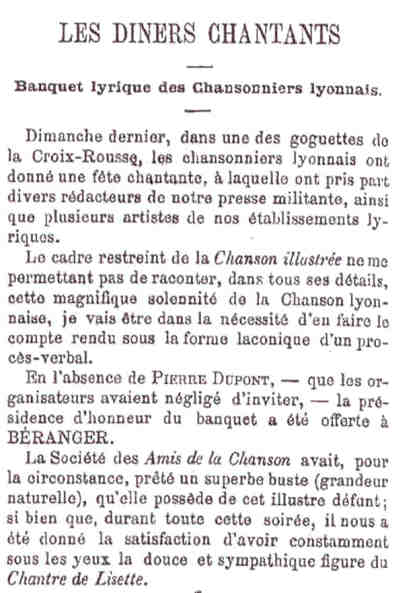
Une fête dans une goguette de Lyon en 1870.

Les noms d'une vingtaine de sociétés chansonnières de Lyon sont donnés avec d'autres précisions par le chansonnier Georges Droux dans une étude publiée en 1907.
La plus ancienne société connue est la Société épicurienne fondée le 28 janvier 1810 et disparue en 1814. Puis le premier Caveau lyonnais, créé en 1812 et disparu vers 1815 que Droux oublie. Il parle du second Caveau lyonnais créé le 11 janvier 1827 en l'indiquant comme étant le premier Caveau lyonnais. Georges Droux précise aussi que l'existence du Caveau lyonnais né en 1827 fut éphémère. Vient ensuite un troisième Caveau lyonnais, créé en 1865, dont Droux ne parle pas. 
D'autres sociétés chansonnières lyonnaises :
Le Banquet des Intelligences, société littéraire et gastronomique dont le premier banquet a lieu le 9 juillet 1841. Il disparaît en août 1850. Il porte également d'autres noms : les Bonnets de coton et Jadis et Toujours. On l'appelle familièrement la Chose. 
Il apparaît qu'une deuxième Société épicurienne succéda à la première. Elle est mentionnée en juin 1863 par Eugène Imbert dans un article nécrologique sur Pierre-Joseph Charrin, présenté comme en faisant partie au moment de sa disparition.
La Société des Amis de la Chanson créé en 1857 existe toujours en 1907. Célestin Gauthier dit Jules Célès a publié en 1892 un ouvrage consacré à son histoire. L'Alliance lyrique née en 1881 prend au bout d'une quinzaine d'années le nom de la Marjolaine puis disparait rapidement. La société des Baculots est disparue vers 1890. Sur le même modèle existe alors le Cocon qui publie un organe du même nom. Le quatrième Caveau lyonnais, né le 11 mai 1888, est toujours actif en 1907. C'est là que le chansonnier Xavier Privas fait ses débuts en 1888.
Le Gai Scavoir est actif du 14 mai 1891 au 2 avril 1894. Le Sansonnet a une existence très brève. La Fauvette fondée en 1893, le Cercle Pierre Dupont fondé le 7 septembre 1894, le Gui fondé en mars 1895 et le Vieux Gui fondé en 1897 existent toujours en 1907 ainsi que le Biniou, les Grillons, l'Athénée. Georges Droux parle également du Cercle de la Chanson, des Amis de la Gaité et des Joyeux Zéphirs.
Jules Célès dans La Chanson illustrée parle en 1870 des chansonniers lyonnais se réunissant « dans une des goguettes de la Croix-Rousse ». 
Dans le comité d'organisation pour l'érection d'une statue à Pierre Dupont on trouve mentionné en 1880 les noms de sept goguettes lyonnaises : la Lyre Sacrée, la Lyre lyonnaise, les Fils d'Orphée, les Enfants d'Apollon, la Lyre de Perrache, la Cécilienne et l'Union lyrique.
En 1880 existe à Lyon la goguette des Joyeux Amis.
En 1891 existe la Fanfare des bigophones lyonnais
Il exista également une section lyonnaise du Caveau stéphanois.

### Goguettes malouines
- Les Bigophones de la Commune libre de Routhouan[119]
- Les Cadets Bigophoniques[120]
- La Gaieté Bigophonique du Clos-Cadot[121]
- La Gaîté Bigophonique de Saint-Malo[122]
- Les Bigophones de Saint-Malo[59]

### Goguettes mancelloises
- La Charmeuse[123]
- Société des Bigophones du Mans[124]
- Société Bigophoniste « Les Pierrots du Mans »[125]

### Goguette marquisoise
Goguette fondée aux îles Marquises en 1843 :
- La Gaité française

### Goguettes marseillaises
- L'Athénée-Ouvrier[126]
- Les Bigophones[127]
- Groupe artistique Les Bigophones[128]
- Les Bigophones Argentés[129]
- Les Bigophones du chemin de Montolivet[130]
- Les Bigophones de la République[131]
- Les Boulomanes Bigophones[132]
- Fanfare de bigophones de la République des Maurins[133]
- Nouvelle Églantine populaire de Saint-Mauront[134]
- La fanfare bigophonique des Pébrous[135]
- Section de bigophonistes de « La gaieté provençale[136] »
- La Lyre bigotphonique[137]
- Les Troubadours de Marseille[138]

### Goguette martizéenne
- Fanfare de Bigotphones Aux Bons Amis Paulnay (à Martizay[139])

### Goguette maxipontine
- Société chorale et bigophonique de Pont-Sainte-Maxence[140]

### Goguette mazérienne
- Amicale des bigophones mazériens (à Mazères-sur-Salat[141])

### Goguette meldoise
- Société bigotphonique de Meaux[106]

### Goguette melessienne
- Musique bigophonique (à Melesse[142])

### Goguette mendoise
- Société des Bigotphones (à Mende[143])

### Goguette mentonnaise
- Le Ravanet Club[144]

### Goguette miramasséenne
- Société les Bigophones sans soucis[145]

### Goguette mohonnaise
- Fanfare de bigophones de la Jeunesse mohonnaise (à Mohon[146])

### Goguettev moisseyaise
- Société de musique de M. Lamielle (à Moissey[147])

### Goguette montmorillonaise
- Société de bigophoneux de Montmorillon[148]

### Goguette montoise
- Orchestre des bigophoneux de Monts-sur-Guesnes[149]

### Goguette mortainaise
- Fanfare bigophoniste des Trois Rosines (à Mortain[150])

### Goguette moulinoise
- Les As du Bigophone (à Moulins[151])

### Goguette nanceienns
- Joyeux lurons bigophonistes nanceiens (créée en 1899[152])

### Goguette nazairienne
- Les Clochards (à Saint-Nazaire[153])

### Goguette neuvicoise
- Les Joyeux Bigophonistes (à Neuvy-Grandchamp[154])

### Goguette niçoise
- Les Joyeux Bigophones Saintongeais

### Goguettes niortaises
- Fanfare de bigophoneux des Poulbots du quartier de Ribray (à Niort[155])
- Orchestre des officiers de Saint-Maixent[156].

### Goguettes du Nord
Dans cette liste figurent des villages annexés à Lille par un décret impérial le 13 octobre 1858 : Esquermes, Fives, Moulins et Wazemmes. Vauban était un petit hameau du village de Wazemmes.

#### Armentières
- Les Bons Amis
- Les Enfants de Gambrinus[157]
- La Première avancée
- Société des Rigolos[158]
- Société des Risquons-tout[159]

#### Arras
- Société Anacréontique des Rosati

#### Auchy-les-Mines
- Les bigophones[160]

#### Bauvin
- Société de Bigophones « Les Gais Lurons des Corons de Bauvin[161] »

#### Billy-Berclau
- Association de bigophones Les Joyeux de Billy[162]

#### Billy-Montigny
- Société de Bigophones de Billy-Montigny[163]

#### Bouloigne
- Société des Enfants de Bouloigne[164]

#### Le Breucq
Le Breucq fait aujourd'hui partie du quartier de Flers Breucq dans la ville de Villeneuve-d'Ascq.
- Les Amis Réunis du Breucq[165]
- Société du Jardinier

#### Brunémont
- Académie bocagère du Valmuse

#### Croix
- La Revanche[166]

#### Denain
- Les Bigophones denaisiens[167]
- Les Bigophones[168]

#### Douai
- le Banc du seigneur de Cuincy[169]
- Confrérie des Clers Parisiens[90]
- Le Puy de Notre-Dame

#### Dunkerque
Parmi les plus fameuses sociétés festives et carnavalesques genre goguettes aujourd'hui existantes et très actives en France on trouve les associations dunkerquoises. On connait les noms de quatre goguettes dunkerquoises du XIXe siècle : les Enfants du Nord, la Société littéraire du Petit Couvert de Momus, la  
Société du Salon littéraire de Dunkerque et la Société des Carnavalos, dont l'existence est attestée en 1826. Un opuscule intitulé Société des Carnavalos a été imprimé cette année-là à Dunkerque chez la veuve Weins. Il contient quatre chansons, deux flamandes et deux françaises.
Liste des sociétés philanthropiques et carnavalesques de Dunkerque et sa région en 1997 :
- Les Acharnés
- Les Meulenaeres
- Les Corsaires Dunkerquois
- Les Stekebeilles
- Les Chevaliers du XXe siècle
- Les Judcoot'Lussen
- Les P'tits Louis
- La Jeune France[174]
- Les Potes Iront
- Les Creules Co
- Les Moëlâwes du Portel
- Les Snustreraer
- Le Sporting Dunkerquois[174]
- Les Swatelaeres
- Les Reutelaeres
- Les Kakernesches
- Les Coot'ches Gais
- Les Quat'z'Arts
- Les Halles Bardes
- Les Loonois
- Les Nounn'tches
- Les Neuze Nyt
- Les Straetepoppes
- Les Joyeux Berguenards
- Les Jusynaerts
- Les Buckenaeres
- Les Peulemeuches
- Les Pot'je Vleesches
- Les P'tits Pitous
- Les Gais Lurons
- Les Quickepitchenaeres
- Les Ckoukenards
- Les Peirates
- Les Optimistes
- Les Bringuenaerds
- Les Zamustaers
- Les Joyeux Beultes
- Les Creu'tches de l'A.C.S. Armbouts Cappel
- Les Bierenaeres
- Les Corsaires Forts Mardyckois
- Les Pitch-Cô

#### Esquermes
- Les Enfants Joyeux[175]

#### Fives
- Société de l'Union[176]

#### Flers
- Les Amis de Flers et Wasquehal
- Les Amis-Réunis de l'estaminet du Pont du Breucq
- Les Amis-Réunis chez la Veuve Seynave

#### Fouquières-lès-Lens
- Les Bigophones du Bout-d'Lat[177]

#### Harnes
- Société des bigophones d'Harnes[178]

#### Haubourdin
- Société de Saint-Ernout

#### Hénin-Liétard
- Les Cœurs Joyeux Bigophones d'Hénin-Liétard[179],[180]

#### Lambersart
- Les Amis Réunis au Cabaret du Coin
- Les Amis Réunis de la Renaissance
- Société des Rigolos Réunie à l'Estaminet de la Carnoy à Lambersart[181]

#### Lezennes
- Société carnavalesque de la Mi-Carême (à Lezennes[182])

#### Liévin
- Fanfare Nouveau siècle des Bigophones Liévinois[183]

#### Lille

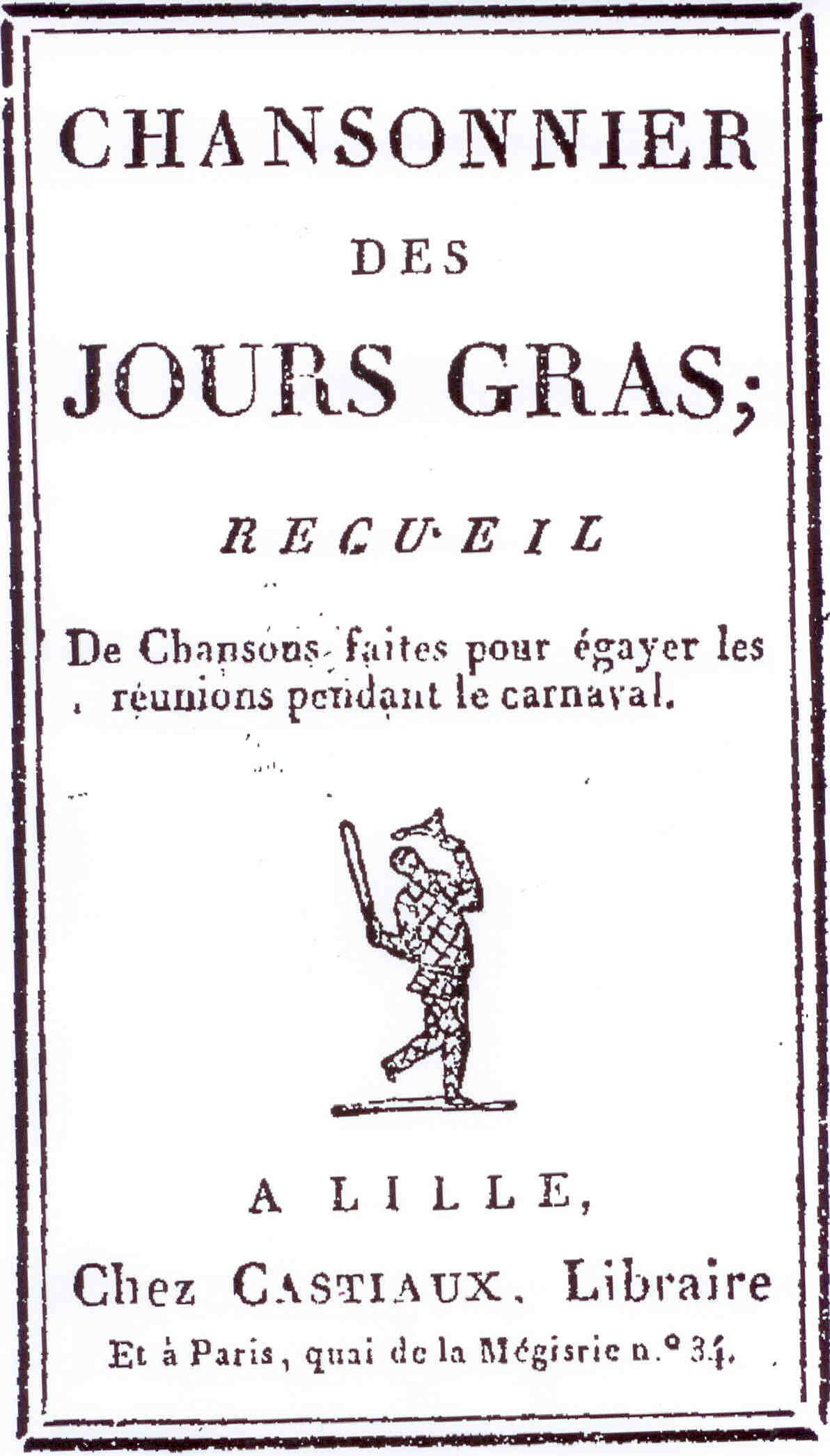
Un recueil de chansons de Carnaval imprimé à Lille en 1819.

Liste non exhaustive de 74 goguettes de Lille :
- Les Amis des Grands-Gosiers[185]
- Les Amis du Nord
- Les Amis de la Paix, au Saint-Hubert[186]
- Les Amis-Réunis
- Les Amis-Réunis du Beau-Navire[187]
- Les Amis-Réunis du Canonnier
- Les Amis-Réunis à l'Estaminet du Grand Quinquin
- Les Amis-Réunis à l'Estaminet du Réveil-Matin
- Les Amis-Réunis du grand gosier
- Les Amis-Réunis de la Paix
- Les Amis-Réunis des petits groins[188]
- Les Amis-Réunis de la Liberté[189]
- Les Amis-Réunis du Petit Couteau
- Les Amis-Réunis du Petit Parrain
- Les Amis-Réunis du Petit Tonneau-Rouge[190]
- Les Amis-Réunis des Petits-Couteaux
- Les Amis-Réunis des Petits-Marteaux
- Les Amis-Réunis du Point-du-Jour
- Les Amis-Réunis du Postillon
- Les Amis-Réunis à Saint-Mathias
- Les Amis-Réunis les Sans-Souci
- Les Amis-Réunis les Sorciers
- Les Avale-tout
- Les Bons Buveurs de l'Estaminet de l'Alliance
- Les Bons Enfants[191]
- Les Bons Enfants du Grand-Homme
- Les Bons Rigolos
- Les Bons Vivants
- Les 100 Chagrins
- Le Cercle Lyrique
- Les Cœurs Joyeux[192]
- Les Amis Réunis à Sainte-Barbe, les Cœurs Joyeux[193]
- Les Cœurs Triomphants
- La Descente des Bons-Enfants
- Les Drôles de l'Union
- Les Enfants de Bacchus[194]
- Les Enfants Chinois[195]
- Les Enfants de la Gaité[196]
- Les Enfants de la Joie[197]
- Les Enfants de Lille
- Les Enfants du Maq
- Les Flageolets[198]
- La Grande-vitesse
- Les Jobres
- Les Longues-Pipes
- Les Petites-Boites
- Les Petites-Pelates
- La Petite Villette
- La Raie Mouchetée
- Les Risquons-tout
- Les Sans-Blague
- Société des Amis-Réunis, à Saint-Arnould. (Pu farce qu'à Paris)[199].
- Société des Amis Sans Soucis[200]
- Société des Basculeurs surnommés les Anatoles[192]
- Société des Bons (dit des Vas-y-voir)
- Société des Bons Lillois[192]
- Société du Chemin-de-Fer[201]
- Société des Chœurs triomphants[202]
- Société des Cœurs Généreux[192]
- Société des Envolés[203]
- Société des Fils de Béranger
- Société du Fort Malakoff[204]
- Société des Francs Lillois réunie aux Bons vidangeurs, rue des Rogations[205]
- Société des Mirlitons[206]
- Société de Momus[207]
- Société du Petit-Quinquin[208]
- Société du Petit Saint-Michel[209]
- Société des Sans Chagrin[192]
- Société des Sorciers[192]
- Société de Versailles[210]
- Société des Vrais Moulinois[192]
- Association des Têtes de Pipes[192]
- Les Triomphants

On trouve des dizaines de chansons de goguettes lilloises sur Internet dont un certain nombre en patois de Lille.

#### Loison-sous-Lens
- Les Amis Réunis (société bigophonique)

#### Lomme
- Les Bons buveurs de la Clef des Champs[212]
- La Gaité

#### Loos
- Les Bons Vivants
- La Maison-Blanche

#### Marcq-en-Barœul
- Les Enfants de la mère Michel

#### Marquette
- Les Bons Lurons

#### Meurchin
- Les Gais lurons[213]

#### Pont-à-Marcq
- Les Joyeux[175]

#### Roubaix
Liste non exhaustive de 63 goguettes de Roubaix :
- Les Amis du Bon café[214]
- Les Amis du Vieux château d'or[215]
- Les Amis-Réunis ou les Anciens Enfants du Mogador
- Les Amis Réunis chez César Cornille
- Les Amis-Réunis chez M. Delannoy
- Les Amis-Réunis à l'Estaminet du Bas Rouge à Pile[216]
- Les Amis-Réunis, Estaminet Bauwens
- Les Amis Réunis à l'Estaminet du Poète de Roubaix[217]
- Les Amis-Réunis à l'Estaminet tenu par Augustin Roger[218]
- Les Amis-Réunis du Grand Poète
- Les Amis-Réunis chez Hypolite Étienne[219]
- Les Amis-Réunis du Pape de Rome
- Les Amis-Réunis du Petit Guetteur
- Les Amis-Réunis du pigeon d'argent[218]
- Les Amis-Réunis du Pile[216]
- Les Amis-Réunis du Roi de pique
- Les Amis Réunis chez le Sieur Arthur Leconte
- Les Amis-Réunis chez le Sieur Méliez
- Les Amis-Réunis chez le sieur Mille-camps
- Bigophones de chez Martin[220]
- Bigophones du Cul de Four[179]
- Bigophones de l'Épeule[221]
- Bigophones Fontenoy[179]
- Les Enfants de l'Arlequin
- Les Enfants de l'Avenir
- Les Enfants de chez Barot[222]
- Les Enfants du Bazar
- Les Enfants de la Brasserie Roubaisienne
- Les Enfants du Chasseur
- Les Enfants du chasseur de Vincennes
- Les Enfants de la Colombe
- Les Enfants du dernier jour
- Les Enfants de la Descente des Bateliers
- Les Enfants de la Folie[223]
- Les Enfants de Fort Sion
- Les Enfants de la Gaité
- Les Enfants du Grand Saint Antoine
- Les Enfants de l'Harmonie
- Les Enfants du Jean Ghislain dit la Société Saint Louis
- Les Enfants du Nouveau Lion d'or
- Les Enfants du Nouveau Pont
- Les Enfants de la République
- Les Enfants de la Réserve
- Les Enfants du Sapeur-pompier
- Les Enfants du Singe du Brésil
- Les Enfants du Théâtre populaire
- Les Lurons
- Les Républicains du Raverdi[224]
- Réunion des Berlafards à la vapeur
- Société des Arbalétriers[225]
- Société de bigophones « Les Vieux Tristes de l'Ommelet »[226]
- Société du Canard[227]
- Société du Jardinier[228]
- Société des 4 Fils Aymon
- Société Roubaisienne
- Société de Saint Augustin dit les Enfants du Boulevard
- Société Saint Donas
- Société Saint Grégoire[229]
- Société de St Guillaume[230]
- Société Saint Martin
- Société Saint Paul dit les Enfants de la Fontaine
- Société des Voltigeurs[218]
- Union des Bons Enfants

On trouve des dizaines de chansons de goguettes roubaisiennes sur Internet dont un certain nombre en patois roubaisien.

#### Saint-Saulve
- Les Bigophones du Marais[231]

#### Thumesnil
- Société des Braves Jeunes-Hommes[232] à Thumesnil aujourd'hui partie de Faches-Thumesnil.

#### Tourcoing
Liste non exhaustive de 15 goguettes de Tourcoing :
- Une Société d'Amateurs[233]
- Les Enfants de la Gaîté[234]
- Les Enfants de la Liberté[235]
- Les Enfants du Moulin d'or[236]
- Société de la Fin de la Guerre[237]
- Les Jeunes gens du Pré-Catelan
- Les Raseurs
- Société des Amis Réunis, Estaminet du Lion-Blanc, à Tourcoing[238]
- Société des Charbonniers[239]
- Société du Chevalier vert[240]
- Société de la Descente de Linselles[241]
- Société du Pigeon d'Or[242]
- Société du Pot-d'Etain[243]
- Société du chapeau fendu[244]
- Société de la Trompette[245]
- Société du Veau-d'Or[246]

#### Vauban
- L'assiette-au-beurre[247]
- Les Tapageurs
- Les Troubadours

#### Verlinghem
- Les Amis-Réunis de Verlinghem

#### Wazemmes
- Le Petit Pont-Rouge
- Les Enfants de la colonne de 1792 (section de Wazemmes)
- Les Enfants de Wazemmes[248]

#### Autres
Aux goguettes du Nord on peut rattacher « les Amis Réunis à Bâle-en-Suisse », société qui a édité en 1870 plusieurs chansons en patois de Lille. Il est possible, eu égard à la date des chansons, qu'il s'agisse de Lillois mobilisés durant la guerre franco-prussienne de 1870 et rapatriés en France à travers la Suisse.
Il a existé une société nommée Les Bigophones les Inséparables, située dans le Nord, probablement à Roubaix.
Il a existé également une Société des Enfants de Bouloigne à la localisation indéterminée.

### Goguettes de Paris et de la banlieue de Paris

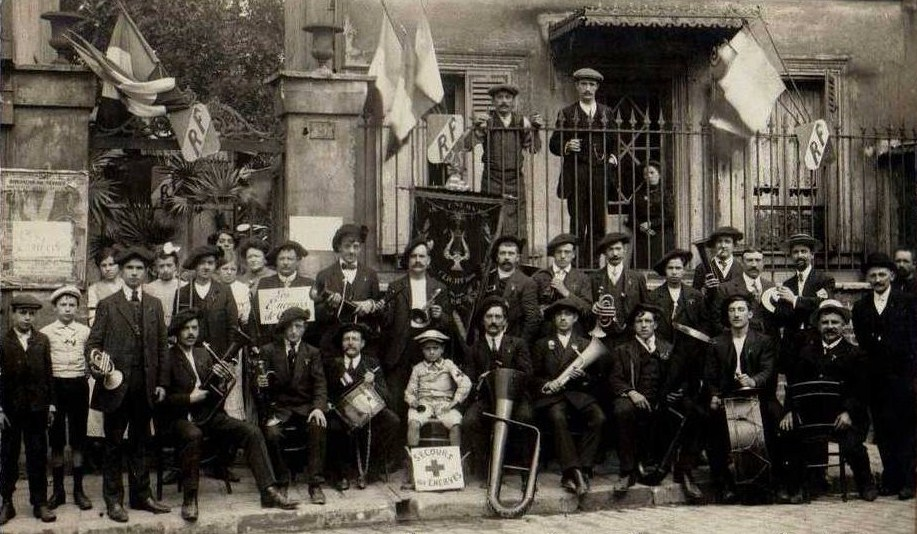
Concours de Bigotphones aux Lilas en mai 1912.

#### Les sociétés du Caveau
Des auteurs comme Louis-Agathe Berthaud et Alfred Delvau indiquent que le Caveau – ils parlent ici de la troisième Société du Caveau, – est une goguette qui n'a jamais accepté de porter ce nom.
Eugène Imbert range dans les sociétés lyriques – autres noms pour les goguettes – le Caveau, les diners du Vaudeville, le Caveau moderne, le Réveil du Caveau, les Soupers de Momus, les Soirées de Momus et le Gymnase lyrique.
Les noms de toutes ces sociétés, avec celui des Enfants du Caveau, ont été inclus dans la liste des Goguettes de Paris, des barrières et de la banlieue de Paris. 
Il y eut en tout à Paris quatre sociétés successives du Caveau. Les Enfants du Caveau est le premier nom de la quatrième société du Caveau. C'est sous ce nom qu'elle figure dans la liste générale des goguettes de Paris, des barrières et de la banlieue de Paris.

#### Goguette à noms multiples
Si on en croit la chanson Le visiteur des Enfants de la Goguette du goguettier Jean-Baptiste Gougé, qu'il a publié en 1824, la goguette des Enfants de la Goguette tient à l'époque ses séances chaque jour de la semaine dans divers quartiers de Paris, et sous différents noms. Chaque couplet de la chanson indique un des noms que prend la goguette, et un des lieux où elle se réunit chaque jour : lundi : le Jardin des Épiciers, mardi : le Caprice des Dames, mercredi : les Bons Amis du plaisir, jeudi : les Enfants de la Folie, vendredi : les Lurons, samedi : la Goguette, dimanche : les Enfants de Momus.

#### Une liste de goguettes donnée dans un rapport du Préfet de Police au Ministre de l'Intérieur en 1827
En 1827, dans un rapport de police sur les goguettes fait par Guy Delavau, Préfet de police de Paris, et adressé au Ministre de l'Intérieur, est donnée une liste de 42 goguettes :
- Les Épicuriens
- L'Anacréon
- Les Nourrissons de Bacchus
- Les Enfans de la Folie
- Les Soutiens de Momus
- Les Hermites de Bonne Nouvelle
- Les Amis de la Gaité
- Les Enfans de la Grappe
- Les Soutiens de la Gaité française
- Les Amis de la Vigne
- Les Enfans de Silène
- Les Joyeux
- Les Joyeux Amis du Plaisir
- Les Soutiens des Muses
- Les Soutiens d'Apollon
- Les Élèves de Bacchus
- Les Enfans de la Veillée
- Société des Troubadours
- Les Enfans de l'Amitié
- Société de Momus
- La Grande Goguette
- L'Anacréontique
- Les 12 Apôtres
- Les Enfans de Momus
- Le Gymnase Lyrique
- La petite Goguette
- Le Banquet d'Anacréon
- Les Amis de la Treille
- Les Amans d'Hébé
- Les Disciples d’Épicure
- Les Fricoteurs
- Le Caveau des Muses
- Les Soutiens de la Marotte
- Les Amis de la Bouteille
- Les Amis du Plaisir
- Les Disciples d'Apollon
- Les Amis de la Grappe
- Les Soirées françaises
- Les Bergers de Syracuse
- Les Petits Momus
- Les Disciples de la Gaité
- Les Soutiens de la Folie

#### Une liste de Sociétés bachiques et chantantes de la banlieue de Paris en 1830

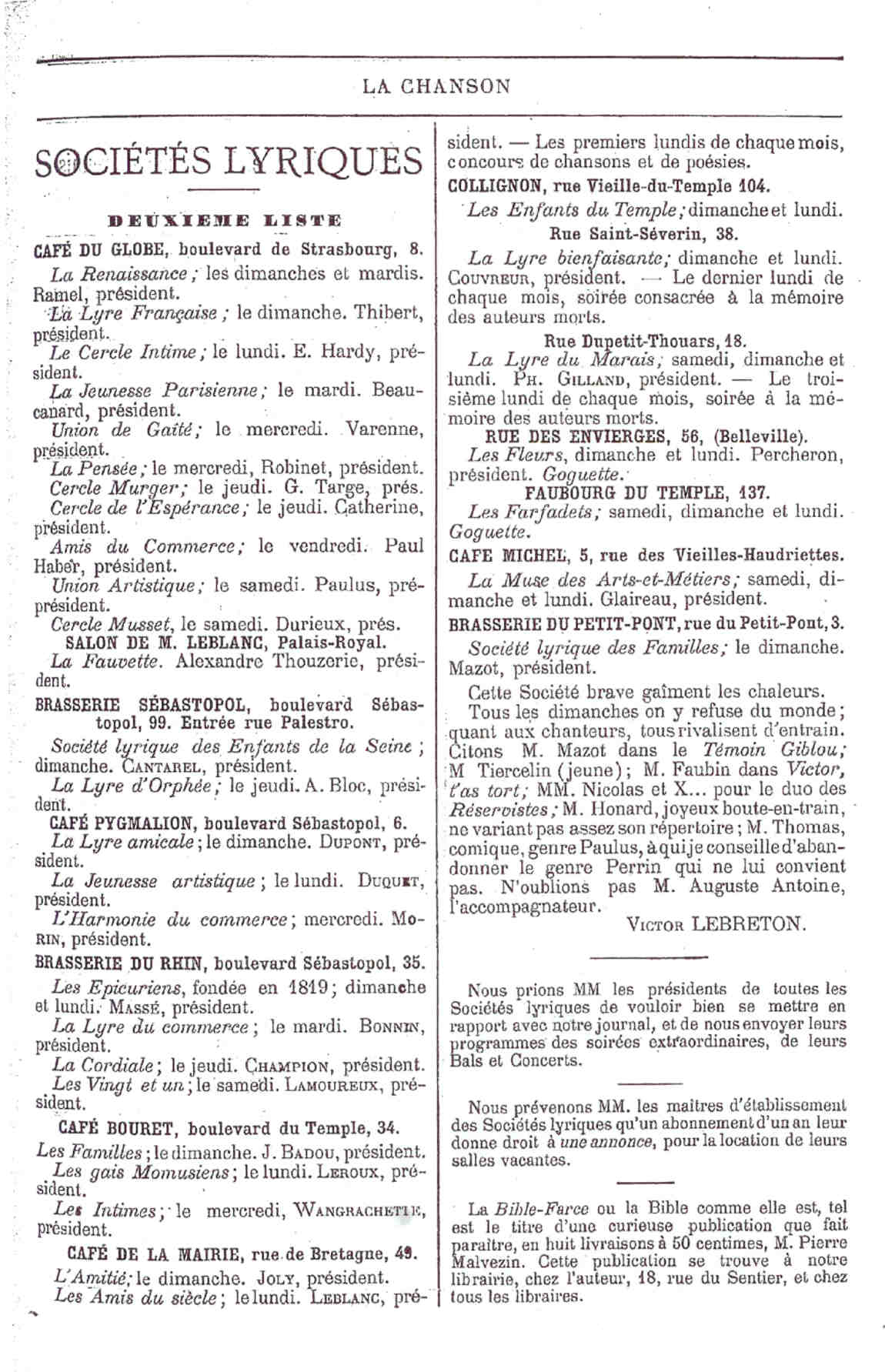
Annonces de réunions de sociétés chantantes parisiennes en 1878.

Il s'agit d'une liste de 33 goguettes de la banlieue de Paris donnée par un ouvrage anonyme publié en 1830. Ces sociétés de la banlieue de Paris concernent directement aussi les Parisiens. Durant longtemps l'existence de l'Octroi, douane urbaine, conduisait ceux-ci à apprécier particulièrement les lieux de plaisirs situés juste au-delà des barrières où se prélevait cette douane. Ce n'était pas trop loin et le vin et la nourriture y étaient moins chers. Alexandre Dumas fait allusion à cette pratique au début du roman Le Chevalier de Maison Rouge, décrivant ainsi le Paris de 1846 :... « le Paris aux promeneurs affairés, aux chuchotements joyeux, aux faubourgs bachiques »... 
- Les Lapins du Midi, plaine Montrouge, à l'Ancien Terrier.
- Les Lapins Verts, au Moulin Vert.
- Les Enfans de Momus, au Moulin d'Amour.
- Les Vrais Joyeux, aux Deux Frères, chaussée du Maine.
- Les Enfans d'Erigone, au Panthéon, barrière d'Enfer[258].
- Les Vieux Buveurs, aux Deux Bacchus, barrière d'Enfer.
- Les Matifa, à l'Entrée du grand Montrouge, chez Cottin.
- Les Gigomènes, en face, chez Windor.
- Les Enfans de Linus, à la Rotonde, à Austerlitz.
- Les Flambarts, à Montmartre.
- Les Joyeux, à l'Ile d'Amour.
- La Société d'Anacréon, chez Royer, à Belleville.
- Les Ecureuils, chez Desnoyez, à la Courtille.
- Les Troubadours, à Belleville.
- Les Amis de l'Entonnoir, au Sauvage, barrière des Martyrs.
- Les Lurons, au Grand Turc, barrière Poissonnière.
- Les Vieux Amis, chez Cossette, barrière Rochechouart.
- Le Naufrage de Régulus, en face.
- Les Epicuriens, chez Cognié, à la Villette.
- Les Vieux Grognards, chez Cognié, à la Villette.
- Les Nourrissons de Bacchus, barrière des trois Couronnes.
- Enfans de Momus, barrière des trois Couronnes[259].
- La Maison Verte, barrière des trois Couronnes.
- Francs Buveurs, à Montmartre.
- Le Cercle de l'Union, barrière Rochechouart.
- Le Cercle de l'Amitié, barrière Rochechouart.
- Les Disciples de Bacchus, barrière des trois Couronnes.
- La Capitainerie, barrière des trois Couronnes.
- Les Amis des Dames, à la Courtille.
- Les Soutiens de Momus, à la Courtille.
- Les Joyeux Amis, barrière Rochechouart.
- Société du Belvéder, à Ménilmontant.
- La Goguette, chez Dormois, à la Courtille.

#### Une liste de Sociétés bachiques et chantantes de Paris en 1845
Liste non-exhaustive de 29 goguettes donnée par Marc Fournier dans son article Goguettes et Sociétés Chantantes, paru en 1845 dans Paris chantant, romances chansons et chansonnettes contemporaines :
- La Lice Chansonnière.
- Les Gais Pipeaux.
- les Enfants de la Halle.
- La Couronne Chansonnière.
- Les Enfants de Phébus.
- Les Enfants de la Goguette.
- Les Enfants du Vaudeville.
- Les Enfants de la Joie.
- Les Amis des Arts.
- Les Démocrites.
- Les Joyeux.
- Les Enfants de l'Avenir.
- Les Amis de la Chanson.
- La Camaraderie.
- Les Soirées de Famille.
- Les Poissons de l'Hippocrène.
- Les Palefreniers du Cheval d'Apollon.
- La Pipe.
- Le Canif.
- Les Amis du Siècle.
- Les Momusiens.
- Les Animaux.
- Les Disciples de Bacchus.
- Les Canotiers.
- Les Moissonneurs.
- Les Entonnoirs.
- Les Ermites.
- Les Nourrissons des Muses.
- Les vrais Soutiens de la Gaieté française.
- Etc., etc.

#### Une liste des sociétés chantantes de Paris et sa banlieue en 1898
Liste de 95 goguettes donnée par Jean Frollo, dans son article Paris qui chante, paru le 18 janvier 1898 dans Le Petit Parisien. Jean Frollo indique que cette liste est loin d'être complète. Par exemple, il dit qu'en région parisienne il n'existe pas moins de trente goguettes utilisant des bigophones et organisées en sociétés bigophoniques. Et ne cite que les noms de neuf d'entre elles :
| - L'Accord parfait - L'Alouette - Les Altérés (à Stains) - Les Amateurs de la gaieté - Les Amis de la Gibelotte - Les Amis de la joie - Les Amis du plaisir - Les Amis des Rabelaisiens - La Bamboche - Les Becs-Salés - Le Bengali - Les Beni-Bouffe - Les Bigotphones - Les Bigotphonistes Rigolos - Le Bluet - Le Bluet (d'Asnières) - Les Boute-en-train - Les Camaros - Le Camélia blanc - La Chaîne d'acier - La Charmeuse - Les Chevaliers du Gui - Le Chrysanthème - La Cigale | - La Cigale (à Saint-Denis) - La Cigale (à Alfort) - Le Clair de lune - La Clef d'Ut - La Czarine - Le Dahlia - Le Do-mi-sol-do - L'Éclat de rire - L'Émeraude - Les Enfants de Bacchus (à Ivry) - L'Étoile (à Paris) - La Fanfare excentrique - La Farandole - Les Fauvettes (Gentilly) - Les Fauvettes (14e arrdt) - Les Fauvettes (Neuilly) - Les Fauvettes (Palais Royal) - Les Fauvettes (Plaisance) - Les Fauvettes (plateau de Vanves) - Les Fauvettes (à Reuilly) - Le Froufrou - Les Gais Enfants de La Plaine (à Saint-Denis) - Les Gais Lurons - Les Gais pinsons du champ de Corbilly (à Créteil) | - Les Gais Troubadours - La Gaudriole - La Gavotte - Les Gosiers-Secs - Les Grillons parisiens - L'Idéal des Familles - L'Iris - Le Jasmin - Les Joyeux Lapins - La Libellule - La Lisette de Béranger - La Lisette des Grésillons - Le Luron-Club - La Lyre - La Marguerite (du Perreux) - Le Merle - Le Mimosa - Le Mirliton - La Mouche - Le Muguet (au Parc-Saint-Maur) - La Muse du Bois - Le Myosotis (du Perreux) - Les Papillons bleus - La Pâquerette | - La Parisette - La Pervenche - Le Pinson - La Pinsonnette - Le Pi-ouit - Le Point d'orgue - La Pomponnette (à Paris) - Les Rabelaisiens - La Rieuse - Les Rigolos de Cayenne - La Risette - Rose et bluet - Le Rossignol - Les Sans-Souci parisiens - Le Saphir - Le Sourire - La Topaze - Les Tout Petits - La Turquoise - Les Typo-Cartophones - La Vanille - La Violette - Les Zingophonistes |

#### Goguettes de Paris, des barrières et de la banlieue de Paris
Liste non exhaustive de 710 goguettes de Paris, des barrières et de la banlieue de Paris :
- L'Académie culinaire ou : Les Étourdis (à Paris[264])
- L'Accord parfait[13]
- L'Agrafe Française[265],[266]
- Les Alambics[267]
- L'Alliance de Belleville
- L'Alouette[13]
- Les Altérés[268]
- Les Altérés (à Stains[13],[261])
- Les Altérés de Vains[269]
- Les Amans d'Hébé[255]
- Les Amateurs de la gaieté[13]
- L'Amicale de Belleville[270],[271]
- Amicale de Bigophones du quartier de la place Hérold (à Courbevoie[272])
- Amicale Bigophone de Neuilly-Plaisance[273]
- Les Amis
- Les Amis des Arts
- Les Amis de Béranger
- Les Amis Bienfaisants
- Les Amis de la bouteille[274]
- Les Amis des Buttes Chaumont[274]
- Les Amis de la Canelle[275]
- Les Amis de la Chanson
- Les Amis de la Chaumière
- Les Amis du Commerce
- Les Amis de la Concorde
- Les Amis des Dames
- Les Amis de l'Enfance
- Les Amis de l'Entonnoir
- Les Amis de l'Espérance
- Les Amis de l'Étoile
- Les Amis du faubourg Antoine[274]
- Les Amis de la gaiété française
- Les Amis de la gaité de Montmartre
- Les Amis de la Gibelotte[13]
- Les Amis de la Gloire
- Les Amis de la Grappe
- Les Amis Inséparables
- Les Amis de la joie[13]
- Les Amis de la Lyre
- Les Amis de la Pensée
- Les Amis de la Pipe
- Les  Amis du plaisir[13]
- Les Amis du Progrès
- Les Amis des Rabelaisiens[13]
- Les Amis de la Renaissance
- Les Amis Réunis
- Les Amis de la Rose[276]
- Les Amis de Saint-Fargeau[274]
- Les Amis de la Seine
- Les Amis du XVIe[269]
- Les Amis du Siècle
- Les Amis de la table ronde[277]
- Les Amis du Travail
- Les Amis de la Treille
- Les Amis de l'Union[278]
- Les Amis de la Vigne
- L'Amitié
- L'Amitié Artistique
- L'Anacréon[255]
- L'Anacréontique[255]
- L'ancien Cercle dramatique[279]
- Les Animaux ou La Ménagerie
- Les Artistes lyonnais
- L'Art musical
- L'Art musical et dramatique
- L'Association littéraire et musicale
- Association valenciennoise[280]
- L'Assomoir[281]
- L'Athénée
- Au coup du milieu
- L'Avant-Garde des Bigophones Bretons[282]
- L'Avenir du XVIIe arrondissement
- L'Avenir Artistique
- La Bamboche[261],[13]
- Le Banquet d'Anacréon[255]
- Le Banquet du Jeudi ou les Lapiniers[283]
- Le Banquet de Momus[284]
- La Bassinoire du XIIIe[285]
- Les Bébés
- Les  Becs-Salés[13]
- Les Bégonias[286]
- Le Bengali[13]
- Les Beni-Bouffe[13]
- Les Béni-Bouffe-Toujours[287]
- Les Bergères de Puteaux[288]
- Les Bergers de Syracuse
- Les Bêtomanes[289]
- Association amicale des Enfants du Nord et du Pas-de-Calais, dite La Betterave[280]
- Les Biberons
- Les Bigotphones[261],[13]
- Les Bigophones d'Alfortville[290]
- Les Bigophones des Arènes de Lutèce[291]
- Les Bigophones d'Argenteuil[292]
- Les Bigotphones d'Aubervilliers[269]
- Les Bigophones de Beau-Vallon (Antony[59])
- Les Bigophones de Bezons[293]
- Les Bigophones du Casino des concierges[294]
- Les Bigophones de Clichy[295]
- Les Bigophones de la Commune Libre du Bois-Clary (à Boissy-Saint-Léger[296])
- Les Bigophones de la Commune libre du Haras (à Viroflay[297])
- Les Bigophones de la Commune libre du Petit Montesson (au Vésinet[298])
- Les Bigophones des Coudreaux (à Montfermeil[299])
- Les bigophones de Drancy[300]
- Bigophones de l'État libre de Picpus[301]
- Les Bigophones de l'Étoile Rouge Sportive[302]
- Les Bigophones gaulois (à Trappes[303])
- Les Bigophones de Gennevilliers[304]
- Les Bigotphones de la Montagne-Sainte-Geneviève[274]
- Les bigophones des Monts-Cuchets (à Villejuif[305])
- Les Bigotphones du Perreux (au Perreux-sur-Marne[306])
- Les Bigophones du Pont-de-la-Puce[307]
- Les Bigophones rabelaisiens (à Meudon[308])
- Les Bigophones rouges des Champioux (à Argenteuil[309])
- Les Bigotphones du XVIème[274]
- Les Bigotphones rigolos de Cayenne[310]
- Les Bigotphones rigolos du Point-du-Jour[310]
- Les Bigophones de Saint-Ouen[311]
- Les Bigotphones "Taxi"[312]
- Les Bigotphones de Thiais[313]
- Les Bigophones des T.C.R.P.[314],[315]
- Les Bigophoneux des Loges-en-Josas[316]
- Les Bigophoneux (à Montmartre[317])
- Les Bigotphonistes d'Aubervilliers[318]
- Les bigophonistes de la Commune libre de Persan[319]
- Les Bigotphonistes levalloisiens Le Hareng sort (à Levallois-Perret[320])
- Les Bigotphonistes de Montfermeil[321]
- Les Bigotphonistes Rigolos[261],[13]
- Le Bluet[13]
- Le Bluet (d'Asnières[13])
- Les Boit-sans-soif[268]
- Le Bon-Bock
- Les Bons Diables[322]
- Les Bons Drilles[323]
- Les Bons Vivants[324]
- Les Bons Vivants (à Épinay-sur-Seine[325])
- Les Bons Vivants (à Pantin[326])
- Les Boute-en-train[13]
- Les Boyaux Rigouillards de Plaisance[326]
- Les Braillards
- Les Brule-Gueule
- La Camaraderie
- Les Camaros[13]
- Le Camélia blanc[13]
- Le Canard de Noneville[288]
- Le Canif
- Les Canotiers
- La Capitainerie
- Le Caprice
- La Capricieuse
- Le Capucin
- Les Cascadeurs de Ménilmuche[326]
- Le Caveau moderne
- Le Caveau des Muses[255]
- Les Céciliens
- Les Cent Couacs de Bois-Colombes[269]
- Les Ceps de Vigne
- Le Cercle de l'Amitié
- Le Cercle artistique du XIXe arrondissement
- Le Cercle artistique du XIVe arrondissement
- Le Cercle Béranger
- Le Cercle du Cotillon
- Le Cercle de l'Espérance
- Le Cercle de l'Étoile
- Cercle des Francs-Picards[280]
- Le Cercle Gaulois
- Le Cercle Intime
- Le Cercle lyrique
- Le Cercle lyrique de Belleville
- Le Cercle Mozart
- Le Cercle Murger
- Le Cercle Musset
- Le Cercle Pigalle
- Le Cercle de l'Union
- Le Cercle universel
- Le Cercle des Volontaires
- Fanfare bigophonique C'est Caïman trop Marrant[11] !
- La Chaîne d'acier[13]
- Les Champignols[274]
- La Chanson de Paris[289]
- Chantecler (à Étampes[327])
- Les Chardonnerets (à Paris[328])
- Les Charmants Viveurs (à l'Ile d'Amour[323])
- Les Bigophonistes de la Commune libre de Milly-la-Forêt[329]
- La Charmeuse[13]
- Les Chevaliers de la Gaité
- Les Chevaliers du Gui[13]
- Les Chevaliers de la Thum
- Le Chinois[330]
- La Chopinette
- Le Chrysanthème[13]
- La Cigale[13]
- La Cigale (à Saint-Denis[13])
- La Cigale (à Alfort[13])
- Le Clair de lune[13]
- La Clef d'Ut[13]
- La Clémence Isaure
- Le Club des Éponges[274]
- Les Combattants de la Mélancolie de Gonesse[331]
- La Conférence[332]
- La Cordiale
- Le Cornet[333]
- La Cour des ânes[334].
- La Cour des Miracles
- La Couronne chansonnière
- Les Cyclopes
- La Czarine[13]
- Le Dahlia[13]
- Les Déjeuners des Garçons de bonne humeur[335]
- Les Démocrites
- Diner ardennois[280]
- Le Diner du crime[336]
- Dîner des Enfants du Nord
- *Le dîner des Pierrots[337]
- Les diners du Vaudeville
- Les Disciples d'Apollon[255]
- Les Disciples de Bacchus
- Les Disciples de Béranger
- Les Disciples d’Épicure[255]
- Les Disciples de la Gaité[255]
- Le Do-mi-sol-do[13]
- Les 12 Apôtres[255]
- L'Écho de la Chanson
- L'Écho des concerts
- Les Échos Parisiens[338]
- L'Éclat de rire[13]
- Les Écureuils
- Les Écureuils déchainés
- Les Élèves de Bacchus[255]
- L'Émeraude[13]
- Les Enfants de l'Amitié
- Les Enfants d'Anacréon
- Les Enfants d'Apollon[339]
- Les Enfants d'Apollon (créée en 1868)
- Les Enfants de l'Avenir
- Les Enfants de Bacchus
- Les Enfants de Bacchus (à Ivry[13])
- Les Enfants de Bacchus (à Versailles[194])
- Les Enfants de la Belgique
- Les Enfants de Bellone
- Les Enfants du Caveau (puis : Le Caveau)[340]
- Les Enfants de Charonne
- Les Enfants du Délire
- Les Enfants du Désert[341]
- Les Enfants de l'Entonnoir
- Les Enfants d'Erigone[258]
- Les Enfants de la Folie[342]
- Les Enfants du Franc-Rire
- Les Enfants de la Gaité
- Les Enfants de la Gloire
- Les Enfants de la Goguette
- Les Enfans de la Grappe[255]
- Les Enfants de la Halle
- Les Enfants de la Harpe
- Les Enfants de Jaurès[343]
- Les Enfants de la Joie
- Les Enfants de Linus
- Les Enfants de Lutèce
- Les Enfants du Luth[344]
- Les Enfants de la Lyre
- Les Enfants du Marais
- Les Enfants de Ménilmontant
- Les Enfants de Momus[259]
- Les Enfants de Montmartre
- Les Enfants du Nord
- Les Enfants de la Patrie[323]
- Les Enfants du père Trinquefort[345],[276]
- Les Enfants de Phébus
- Les Enfants de Philia
- Les Enfants du plaisir[274]
- Les Enfants de Sambre-et-Meuse
- Les Enfants du Sans Souci[346]
- Les Enfants de la Seine
- Les Enfants de Silène[347]
- Les Enfants du Soleil
- Les Enfants du Temple
- Les Enfants du Vaudeville
- Les Enfans de la Veillée[255]
- L'Enfer
- Les Entonnoirs
- L'Épée Royale (à Belleville[323],[348])
- Les Épicuriens[349]
- Les Ermites
- Les Ermites du Pré-aux-Clercs
- L'Escholière
- L'Espoir du XIVe arrondissement[350]
- L'Estudiantina
- L'Étoile (à Levallois-Perret)
- L'Étoile (à Paris[13])
- L'Étoile d'or (à Cachan[351])
- L'Étoile Parisienne
- L'Étoile Rouge, société bigophonique et artistique[352]
- Les Étourdis de Paris[353]
- Les Familles
- Fanfare des bigophones de « la Brême de Puteaux »[354]
- Fanfare de bigotphones de la société des « Normands de Clichy »[355]
- Fanfare de la commune libre de Milly (à Milly-la-Forêt[356])
- Fanfare de la commune libre de Porchefontaine[357]
- La Fanfare de Choisy-les-Rosières[350]
- Fanfare de bigophones de l'État Libre d'Avron[358]
- Fanfare bigotphonique des sapeurs-pompiers de Citrouilly-les-Canards[359]
- La Fanfare excentrique[261],[13]
- La Fantaisie Lyrique
- La Farandole[13]
- Les Farfadets
- La Fauvette
- Les Fauvettes (Gentilly[13])
- Les Fauvettes (14e arrdt[13])
- Les Fauvettes (Neuilly[13])
- Les Fauvettes (Palais Royal[13])
- Les Fauvettes (Plaisance[13])
- Les Fauvettes (plateau de Vanves[13])
- Les Fauvettes (à Reuilly[13])
- La Fauvette Parisienne
- La Favorite
- Les Fils d'Anacréon
- Les Fils du Diable[360]
- Les Fin-de-Siècle des Batignolles (aux Batignolles[361])
- Les Flambards
- Les Fleurs
- Les Fleurs et Plumes du faubourg Saint-Denis[310]
- La Folie Française
- Le Foyer
- La France Moderne
- Le Franc-Rire
- Les Francs-Lurons (à Montreuil-sous-Bois[328])
- La Franche Gaîté d'Argenteuil (à Argenteuil[269])
- La Franche Gaieté des Quinze-Vingts[274]
- Les Francs Buveurs
- Les Francs Canonniers
- Les Francs Gaillards
- La Franvilloise (à Sevran-Livry[274])
- La Fraternelle Milliacoise (à Milly-la-Forêt[266])
- Les Frères de la Côte[362]
- Les Fricoteurs (société bigophonique[275])
- Les Fricoteurs (goguette 1827[255])
- Les Frileux[363]
- Le Froufrou[13]
- Les Gais Enfants de La Plaine (à Saint-Denis[13])
- Les Gais lurons (en 1824[364])
- Les Gais lurons (en 1898[13])
- Les Gais Lurons (en 1938[365])
- Les Gais lurons de Villaine[366]
- Les Gais Mélomanes[367]
- Les Gais Momusiens
- Les Gais Parisiens
- Les Gais pinsons du champ de Corbilly (à Créteil[13])
- Les Gais Pipeaux[368]
- Les Gais Souffleurs (à Épinay-sur-Seine[369])
- Les Gais Troubadours[13]
- La Gaieté Bigotphonique du XIe[370]
- La Gaîté, société mixte et amicale des bigophones (à Fontenay-sous-Bois)[320]
- La Gaité bellevilloise
- La Gaîté française
- La Gaieté de Montmartre
- La Gaité parisienne
- Les Galants verts villepintois (à Villepinte[371])
- Les Gamins
- Les Gamins de Paris
- La Gaudriole[261],[13]
- La Gauloise
- La Gavotte[13]
- Les Gigomènes
- Le Gigot
- Le Gigot enflammé[336]
- Les Gnoufs-Gnoufs[372]
- Les Gobe-Mouches[289]
- La Goguette du Chat Noir
- La Goguette française
- La Goguette de Lepilleur[373]
- La Goguette de Mme Fleury[374]
- La Goguette du XIVe[375]
- La Goguette moderne
- La Goguette de la rue Neuve-St-Jean
- Les Gosiers-Secs[13]
- La Gousse[336]
- La Grande Goguette[255]
- La Grappe de Raisin[328],[288]
- Les Grognards
- Les Grillons parisiens[13]
- Le Hanneton Légumivore[269]
- L'Harmonie bigotphonique[269]
- L'Harmonie du Commerce
- Harmonie des gueules à ressorts (à Saint-Maur-des-Fossés[376])
- Les Hérauts des Grouettes d'Antony[59]
- Les Hermites de Bonne Nouvelle[255]
- L'Idéal des Familles[13]
- Les Indépendants de la table ronde
- Les Infernaux
- Les Insectes[377]
- Les Inséparables
- L'Institut
- L'Institut lyrique
- Les Intimes
- L'Iris[13]
- Le Jardin d'Hébé
- Les Jardiniers (à Asnières[10])
- Le Jasmin[13]
- La Jeune Chanson[289]
- Les Jeunes Amis
- La Jeune France de Milly (à Milly-la-Forêt[266])
- La Jeunesse Artistique
- La Jeunesse Artistique de Vincennes (à Vincennes)
- La Jeunesse lyrique et dramatique
- La Jeunesse Parisienne
- La Joviale du XIIème[274]
- Les Joyeux à Belleville
- Les Joyeux (à Javel[367])
- Les Joyeux Amis du Plaisir[255]
- Les Joyeux Bigotphones[274]
- Les Joyeux Bigotphones d'Alfortville - Société Tirbouchonnatoire et Anti-Neurasthénique[269],[378]
- Les Joyeux Bigophones Fertois (à la Ferté-Gaucher[379])
- Les Joyeux Bigotphonistes (à Boulogne[274])
- Les Joyeux Amis (à Asnières puis Paris[380])
- Les joyeux Amis des Dames
- Les Joyeux du XVIIIe[269]
- Les Joyeux Bigotphones[274]
- Les Joyeux Bigotphones d'Alfortville[269]
- Les Joyeux Bigotphonistes (à Boulogne[274])
- Les Joyeux Bigots du XIIIème[274]
- Les Joyeux Boulotteurs[331]
- Les Joyeux Buveurs
- Le Joyeux Coteau (à Cachan[381])
- Les Joyeux de Croissy (à Croissy[274])
- Les Joyeux Kremlinois (Le Kremlin-Bicêtre[382])
- Les Joyeux Lapins[13]
- Les Joyeux Lointains[328]
- Les Joyeux Lurons (à Saint-Denis[383])
- Les Joyeux Pantinois (à Pantin[384])
- Les Joyeux du pont de Flandres, puis : Les Joyeux du Pont-de-Flandre[269]
- Les Joyeux Prolos[385]
- Les Joyeux de Saint-Fargeau[274]
- Les Joyeux Tonneliers
- Le Lac Saint-Fargeau
- Les Lapins
- Les Lapins du Midi
- Les Lapins du Nord
- Les Lapins Verts
- Les Légumophones[274]
- La Libellule[13]
- La Lice chansonnière
- Les Liche-à-mort[268]
- Le Lièvre
- Le Lièvre et le Lapin
- La Lisette de Béranger[13]
- La Lisette des Grésillons[13]
- Les Loufoques de Chaville[59]
- Le Luron-Club[13]
- Les Lurons
- Le Luth galant
- Les Lutins
- Le Lycée[386]
- La Lyre[13]
- La Lyre Amicale
- La Lyre amicale de Paris
- La Lyre Bienfaisante
- La Lyre bigotphone[387]
- La Lyre bigotphonique du dixième (à Paris 10e[310])
- La Lyre bigotphonique (Faubourg-Saint-Antoine[313])
- La Lyre bigotphonique de Pantin (à Pantin[388])
- La Lyre Chansonnière[344]
- La Lyre du Commerce
- La Lyre excentrique[269]
- La Lyre Française
- La Lyre de la Gaité
- La Lyre Joyeuse
- La Lyre du Marais
- La Lyre Méridionale
- La Lyre d'Orphée
- La Lyre populaire[389]
- La Lyre Républicaine
- La Lyre des Travailleurs
- Les Lyriques
- Les Maboules de Bagnolet[266]
- La Main fleurie[274]
- La Maison Verte
- La Mandoline
- Les Mardis Limousins
- La Marguerite (du Perreux)[13]
- La Matelote
- Le Matafan[390]
- Les Matifa
- Les Méli-Mélo[274]
- Les Ménestrels
- Les Ménestrels (de Belleville)[391]
- Les Ménestrels républicains[392]
- La Mère Goguette
- Le Merle[13]
- Le Mimosa[13]
- Le Mirliton[13]
- Les Moissonneurs
- Les Momusiens
- Les Monuments
- La Mouche[13]
- Le Muguet (au Parc-Saint-Maur[13])
- La Muse des Arts-et-Métiers
- La Muse Bellevilloise[393]
- La Muse de la Butte
- La Muse du Bois[13]
- La Muse Gauloise
- La Muse républicaine
- La Muse rouge[394]
- La Muse Saint-Cyrienne (à Saint-Cyr[395])
- Musique de l'Armée du Chahut[396]
- Musique bigophonique de Noisy-le-Sec[397]
- La Mutualité Commerciale
- Le Myosotis (du Perreux[13])
- La Nationale
- Le Naufrage de Régulus
- Les Nourrissons de Bacchus
- Les Nourrissons des Muses
- Les Oiseaux
- Orchestre de bigophones de l'armée du chahut[398]
- Ordre de la Boisson[289]
- Ordre lyrique des Templiers[399]
- Les Palefreniers du cheval d'Apollon
- Le Papillon
- Les Papillons bleus[13]
- La Pâquerette[13]
- La Parisette[13]
- Les Pas Bileux (à Antony)
- Les Pas Bileux (à Épinay-sur-Seine[328])
- Les Pas Bileux (à Levallois-Perret[400])
- Les Pas-bileux de Saint-Ouen (à Saint-Ouen[401])
- Les Pas Bileux fanfare bigotphonique du onzième arrondissement[388]
- La Pastorale
- Les Pékins bellevillois[318]
- La Pensée
- La Pépinière
- Le Perroquet[330]
- La Pervenche[13]
- La petite Goguette[255]
- Les Petits Momus[255]
- Les Petites Plumes
- Le Petit Tambour (quai de la Tournelle[323])
- Les Petits Agneaux[336],[402]
- Les Petits Oiseaux[276]
- La Philharmonique du Ve arrondissement
- Les Philosophes de la Bastille[331]
- Les Philosophes en belle humeur[289]
- Les Pieds de vigne de Montreuil[331]
- Les Pierrots
- Le Pinson[263]
- La Pinsonnette[13]
- Le Pi-ouit[13]
- La Pipe
- Les Pipeaux[324]
- Le Point d'orgue[13]
- Les Poissons de l'Hippocrène[403]
- Les Pompiers de la Chapelle-Goutte d'Or[59]
- La Pomponnette (à Paris[13] )
- La Pomponnette (à Rueil-sur-Seine)
- Le Pot-Blanc (rue du Fbg-St-Honoré[323])
- Le Pot-au-Feu
- Le Poulet sauté
- Le Quartier Latin[404]
- Les Rabelaisiens[13]
- Le Radis
- Le Raffut (à Nanterre[328])
- Les Ramusiens
- Les Rantanplans d'Ivry[405]
- Les Rats
- La Renaissance[406]
- La Réunion des Familles
- Le Réveil du Caveau
- Le Réveil Matin (du XIIIe arrondissement de Paris)
- La Rieuse[13]
- Les Rigolards de Sarcelles[274]
- Les Rigoleurs
- Les Rigolotophones[274]
- Les « Rigols'Mann », Société Bigophonique, et son groupe artistique « Henri Barbusse »[407]
- Les Rigolos[408]
- Les Rigolos (à Gennevilliers[328])
- Les Rigolos de la Butte (à Montmartre[409])
- Les Rigolos de Cayenne[261],[13]
- Les Rigolos d'Ivry-le-Port (à Ivry[328])
- Les Rigolos de la Petite Biche[410]
- Les Rigolos du Point-du-Jour (à Boulogne-Billancourt[411])
- Les Rigolos (à Sucy-en-Brie[328])
- Le Rire gaulois[412]
- Le Rire de Bondy[413]
- La Risette[13]
- Les Rosati[280]
- Rose et bluet[13]
- Le Rossignol[13]
- Le Sacrifice d'Abraham
- La Samaritaine[414]
- Sambre-et-Meuse
- Les Sans-Bile de la plaine Saint-Denis[274]
- Les Sans-Couacs de Saint-Ouen[331]
- Les Sans-Gêne du XVIIIème[274]
- Les Sans-Gêne (à Saint-Denis)
- Les Sans nom[274]
- Les Sans Souci
- Les Sans-Soucis de Corbeil[274]
- Les Sans-Soucis grésillonnais[274]
- Les Sans-Soucis de Levallois-Perret[274]
- Les Sans-Soucis de Mons[274]
- Les Sans-Soucis montmartrois[415]
- Les Sans-Souci parisiens[13]
- Les Sans-Soucis (à Saint-Ouen[416])
- Le Saphir[13]
- Section bigophonique de la Commune libre d'Arnouville[417]
- La Seringue de la Butte (société bigophonique des Culs-de-Plomb de Montmartre[418])
- Société des admirateurs de la valeur française[419]
- Société des Amis de la Petite Bouteille (à Versailles[420])
- Société des Amis de la Renaissance (à Versailles[420])
- La Société d'Anacréon
- Société d'Apollon (à Saint-Germain-en-Laye[420])
- La Société du Belvéder
- Société des Bêtes[421]
- La Société de Bigotphones patronnée par MM. les membres du comité du Faubourg-Saint-Denis et organisée par MM. Bourgeois, Moine fils, Robert[318]
- Société de bigophones de l'Églantine artistique montreuilloise (à Montreuil-sous-Bois[422])
- Société des bigophones de la commune libre du Petit-Montesson [423]
- Société de Bigophones les Troubadours du Nouveau Domont (à Domont[424])
- La Société bigotphonique[425]
- Société bigotphonique « les Joyeux Pantinois » (à Pantin[426])
- Société Bigotphonique « Les Laitiers de Montfermeil[427] »
- Société bigophonique de Saint-Ouen[428],[288]
- Société du Bon Accord (à Saint-Germain-en-Laye[420])
- Société du Bon Accord (à Viarmes[420])
- La Société des Bons vivants[318]
- Société du Caveau
- Deuxième société du Caveau
- Société du Chat qui chie[429]
- Société chorale bigophonique vincennoise (à Vincennes[430])
- Les Bigophones de la Société des Conscrits de Clichy (à Clichy[314])
- La Société de Cormeilles-en-Parisis[328]
- Société Dramatique de Récréation
- Société des Enfants d'Apollon (à Argenteuil[420])
- Société des Enfants d'Erigone (à Saint-Germain-en-Laye[420])
- Société des Enfants de Momus (à Meudon[420])
- Société des Enfants de Momus (à Saint-Germain-en-Laye[420])
- Société des Enfants de Momus (à Versailles[420])
- Société du Franc rire
- Société lyrique des Amis de la lyre de l'Immortel Béranger (au Chesnay[420])
- Société lyrique des Amis de Mars (à Ville-d'Avray[420])
- Société lyrique de M. Lepilleur[431].
- Société lyrique de Vincennes-Saint-Mandé[432]
- Société des Mercredis[289]
- Société des mirlitons ou des Bigophones[433]
- Société de Momus[255]
- Société normanno-bretonne de la Pomme[434]
- Société des Quatre-Saisons[435]
- Société de la Rive Gauche
- La Société des troubadours[255]
- Les Soiffophones de Belleville[275]
- Les Soirées de Famille
- Les Soirées françaises[255]
- Les Soirées grégoriennes
- Les Soirées lyriques
- Les Soirées de Momus[436]
- Les Souffle-à-Mort[331]
- Les Souffleurs déchainés (à Fontenay-sous-Bois[328])
- La Soupe et le Bœuf
- Les Soupers
- Les Soupers de Momus[437]
- Les soupeurs de Madame Gourdan, dite la Comtesse[438]
- Les Soutiens de la Folie[255]
- Le Sourire[13]
- Les Soutiens d'Apollon[255]
- Les Soutiens de la Marotte[255]
- Les Soutiens de Momus
- Les Soutiens des Muses[255]
- Les Soutiens de Philia
- Les Soutiens de Silène
- Les Suce-canelle[323]
- Les Têtes de Bois[439]
- Le Temple[268]
- Les Templiers[440]
- La Timbale
- Les Tonneliers
- La Topaze[13]
- Les Tout Petits[13]
- Les Triboulets
- Les Trombones du Nouveau-Domont (à Domont[328])
- La Turquoise[13]
- Les Typo-Cartophones[261],[13]
- Les Typographophones[318]
- Union des arts et de l'amitié en goguette, dite aussi : la Goguette[441]
- L'Union Artistique
- Union Bigotphonique du Temple[442]
- Union des Enfants du plaisir[274]
- L'Union Française
- L'Union de la Gaité
- Union et Gaité
- L'Union de la Jeunesse
- L'Union Joyeuse
- L'Union joyeuse (de Montrouge)
- L'Union lyrique
- Union Parisienne
- Union Républicaine du vingtième arrondissement
- La Vache enragée[289]
- Les Va-de-bon-cœur
- La Vanille[13]
- Les Va-Nu-Pieds[443]
- La vieille Goguette[444]
- Les Vieux Amis
- Les Vieux Buveurs
- Les Vieux Grognards
- Les Vingt et un
- La Violette[13]
- Les Violoneux[445]
- Les Viveurs
- Les Vrais Amis
- Les Vrais Français
- Les Vrais Joyeux
- Les vrais Soutiens de la gaieté française
- Les Z'énervés[9]
- Les Zingophonistes[261],[13]

### Goguette patroclienne
- Les bigophones (à Saint-Parres-aux-Tertres[45])

### Goguette périgourdine
- L'Écho de la Boissière (à Périgueux[446])

### Goguette plouarétaise
- Les Bigotphones Plouarétais (à Plouaret[447])

### Goguettes poitevines
- Les Bigotphoneux de Montierneuf[448]
- Les Bigotphoneux du Pont-Neuf[449]
- Les Pierrots bigophoneux de la Cueille[450]

### Goguette pontépiscopienne
- Fanfare de Zoui-zoui les Pinchettes (à Pont-l'Évêque[451])

### Goguette pontivyenne
- Société de Bigophones [452]

### Goguettes raphaëloises
- Orchestre bigophonique de Mestre Roubert[453]
- Orchestre bigophonique Valescurois (à Valescure, quartier de Saint-Raphaël[454])

### Goguettes rennaises
- Bigophones de l'Amicale du personnel de la brasserie Graff[455]

- Bigophones des Équipages de la Flotte[456]

- Les Coupe-Eau[457]
- La Gelée Harmonique[458], renommée ensuite : la Gaieté Bigophonique rennaise[459]

### Goguette rochefortaise
- Les Bigotphones Rochefortais (à Rochefort-sur-Mer[460])

### Goguette rouennaise
- Bigophonistes les Bons Enfants[461]

### Goguette rouillacaise
- Les Bitons de Chant'grole (à Rouillac[462])

### Goguette rozéenne
- Gaîté Bigophonique Rozéenne (à Roz-Landrieux[463])

### Goguette rurangeoise
- Orphéon des Bigophones de Metz-Rurange (à Rurange-lès-Thionville[5])

### Goguette sagienne
- Les Pas Bileux Sagiens (à Sées[464])

### Goguette saint-aignanaise
- Les Bouyats du Laos (à Saint-Aignan-sur-Cher[81])

### Goguettes saintaises
- Joyeux Bigophones Saintongeais[465]
- Les Neurasthenic's[466]

### Goguette saint-mengeoise
- Les joyeux bigophones de Saint-Menges[467]

### Goguette saumuroise
- Les bigophones[468]

### Goguette sauzéenne
- Les Bigotphoneux Sauséens (à Sauzé-Vaussais[469])

### Goguettes soissonaises
- Société des Bigophones des cheminots de Soissons[470]
- Les bigophonistes des ateliers Melin[471]

### Goguette sospelloise
- Les cougourdons sospellois (à Sospel[8])

### Goguette spinalienne
- Harmonie des Bigophones (à Épinal[472])

### Goguettes stéphanoises et foréziennes
En 1883, le poète patoisant Jacques Vacher fonde à Saint-Étienne le Caveau stéphanois ou Caveau de Saint-Étienne. Il existe durant 31 ans et disparaît en 1914 17 ans après son fondateur.
Il compta dans ses membres le poète forézien Jules Troccon qui en fut également président.
Dans son Histoire de la chanson stéphanoise et forézienne depuis son origine jusqu'à notre époque., Jean-François Gonon parle de plusieurs goguettes : la goguette stéphanoise Argaud, les goguettes Lyonnet, Coste, Hippolyte, Marcou, Marcel,  la Goguette Française.
À cette liste on peut ajouter le Temple de la Chanson de Saint-Étienne.

### Goguette strasbourgeoise

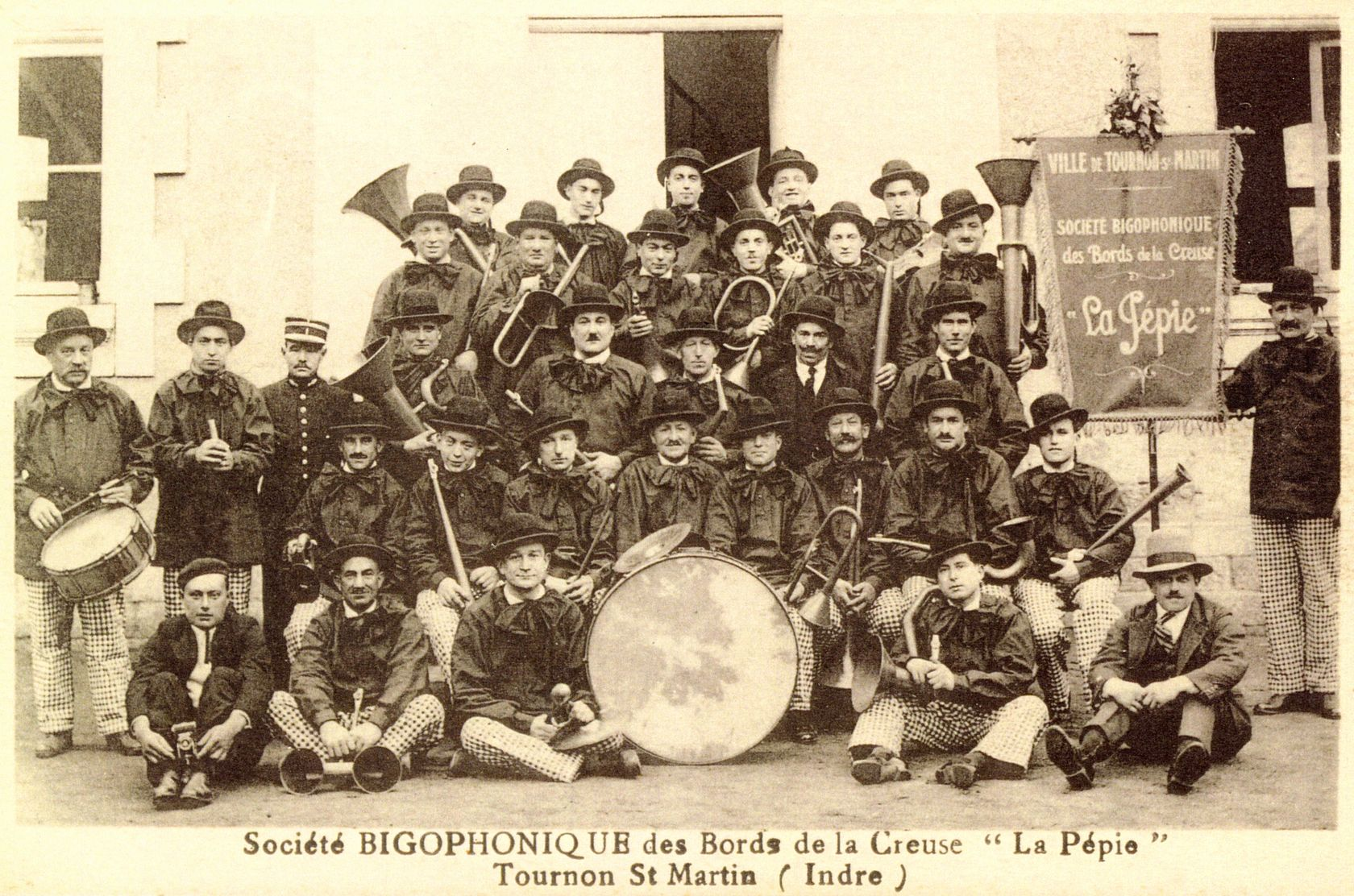
La Société bigophonique des Bords de la Creuse « La Pépie » à Tournon-Saint-Martin.

- Académie du Petit Cheval noir[477]

### Goguette ternoise
- Les Bigophones (à Tergnier[478])

### Goguette thouarsaise
- Fanfare des joyeux bigophones (à Thouars[479])

### Goguette toucassine
- Les Joyeux Bigophones Toucassins (à Solliès-Toucas[480])

### Goguettes toulousaines
Noms de quelques-unes d'entre elles :
- Académie poétique de Mont-Réal[481],[482]
- Gymnase littéraire[483],[482]
- Muse républicaine[484],[482]
- Muse toulousaine[485],[482]

### Goguette tourangelle
- Orchestre « Les Joyeux Bigophoneux » (à Tours[486])

### Goguette tournonnaise
- Société bigophonique des Bords de Creuse « La Pépie » (à Tournon-Saint-Martin[487])

### Goguette troyenne
- Le Mirliton Troyen[488]

### Goguette vallonnaise (Vallon-en-Sully)
- Les Bigophones (à Vallon-en-Sully[489])

### Goguette vallonnaise (Vallon-sur-Gée)
- Les bigophonistes (à Vallon-sur-Gée[490])

### Goguette vendeuvroise
- Les Bigophones (à Vendeuvre-sur-Barse[491])

### Goguettes vendômoises
- Les Gueurnaziaux[492]
- Société des Bigophones de la « Perche Vendômoise[493] »

### Goguette vernolienne
- Les Bigophones (à Verneuil-sur-Seine[494])

### Goguette vierzonnaise
- Les Bigophones de la société de pêche le « Gardon rouge » (à Vierzon[495])

### Goguette de Villegouin
- Les Ferrailleurs de Villegouin[81]

### Goguettes yonnaises
- Les Bigotphones (à La Roche-sur-Yon[496])
- Les Poussifs de Noir...on[497].

### Goguette yvréenne
- Fanfare de Bigophones de la Commune Libre de Béner (à Yvré-l'Évêque[498])

## Localisation indéterminée
- Bigophones des Amis de la Brême (peut-être à Bourré[499])
- Les Bigophoneux de la Butte (peut-être la Butte Montmartre)
- Société des Bigophones de Tharin[500]

## Nouvelle-Zélande

### Riccarton
- German bigophone band (à Riccarton, aujourd'hui banlieue de Christchurch[501])

## Sources

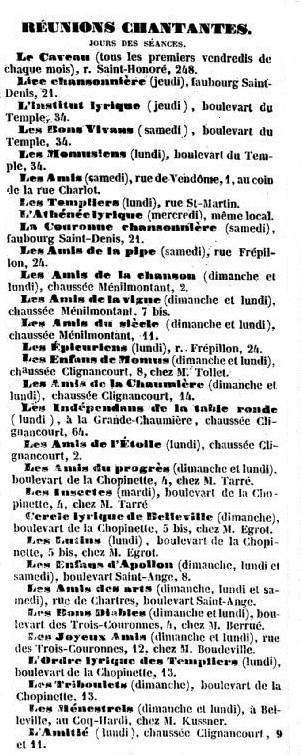
L'Écho lyrique, 27 août 1843, annonces de réunions de goguettes parisiennes.

- Promenade à tous les bals publics de Paris, barrières et guinguettes de cette capitale, ou revue historique et descriptive de ces lieux par M. R***, habitué de toutes les sociétés dansantes de Paris et des barrières - Paris, Terry jeune, Libraire 1830.
- L'Écho lyrique, feuille d'annonces, journal littéraire, artistique, théâtral et chantant, paraissant le dimanche., 1843.
- La grande ville : nouveau tableau de Paris, comique, critique et philosophique, par MM. Paul de Kock, Balzac, Dumas etc. ; illustrations de Gavarni, Victor Adam, Daumier... etc., Marescq éditeur, Paris 1844.
- Marc Fournier, etc. Paris chantant, Romances, chansons et chansonnettes contemporaines, Lavigne éditeur, Paris 1845, pages 12 et 22.
- Gérard de Nerval Les soirées d'octobre, Paris 1852.
- Réunions chantantes, dites goguettes, constituées au cabaret par certains ouvriers parisiens., dans : Les ouvriers européens : étude sur les travaux, la vie domestique et la condition morale des populations ouvrières de l'Europe ; précédées d'un exposé de la méthode d'observation. Tome 6, par F. Le Play, A. Mame et fils éditeur, Tours 1877-1879. Cette page est une réédition de Sur les réunions chantantes dites Goguettes, texte publié dans Les Ouvriers des deux mondes, tome 2, 1858.
- Émile de Labédollière Le Nouveau Paris, Gustave Barba Libraire-Éditeur Paris 1860, pages 222-223.
- Le Caveau, Société lyrique et littéraire, Table générale des chansons et poésies diverses publiées en 26 volumes par la Société du Caveau de 1834 à 1860.
- Alfred Delvau Les Cythères parisiennes : histoire anecdotique des bals de Paris. Avec 24 eaux-fortes et un frontispice de Félicien Rops et Émile Théron, E. Dentu éditeur, Paris 1864.
- La Chanson illustrée, paraissant tous les dimanches, directeur : François Polo ; rédacteur en chef : Alexandre Flan, Paris 1869–1870.
- Eugène Imbert La Goguette et les goguettiers, Étude parisienne, 3e édition, augmentée, 6 portraits à l'eau-forte par L. Bryois, in-8, 121 pages, Paris 1873.
- La Chanson, Revue mensuelle, Archives de la chanson, Écho des sociétés lyriques, années 1878-1880.
- Charles Vincent Chansons, mois et toasts, E. Dentu Éditeur, Paris 1882.
- Eugène Baillet, Chansons et petits poèmes, Préface ou extrait de l'Histoire de la Goguette, nouvelle édition entièrement revue par l'auteur, L. Labbé éditeur, Paris 1885, pages I à XXVIII.
- Henri Avenel Chansons et chansonniers, C. Marpon et E. Flammarion Éditeurs, Paris 1890, page 197-198.
- Nouvel Écho, Revue littéraire & dramatique illustrée bimensuelle. numéros 4, 5, 7, 1892.
- Jean Frollo, Paris qui chante, article paru dans Le Petit Parisien, 18 janvier 1898.
- Jean-François Gonon, Histoire de la chanson stéphanoise et forézienne depuis son origine jusqu'à notre époque., Éditée par l'imprimerie coopérative « L'Union typographique », Saint-Étienne, 1906.
- Georges Droux La chanson lyonnaise, histoire de la chanson à Lyon, les sociétés chansonnières, Revue d'histoire de Lyon, A. Rey et Cie éditeurs, Lyon 1907, 113 pages.
- Ethnologie française, 3, tome 12, juillet-septembre 1982, pages 247-260.
- Robert Brécy Florilège de la Chanson révolutionnaire, De 1789 au Front Populaire, Éditions Ouvrières, Paris 1990.
- Jacques Rougerie Le mouvement associatif populaire comme facteur d'acculturation politique à Paris de la révolution aux années 1840 : continuité, discontinuités., Annales historiques de la Révolution française, année 1994, volume 297, p. 493-516.
- Documentation fournie par l'office de tourisme de Dunkerque en janvier 1997.
- Corpsyphoniog .